# Загальна теорія відносності
Загальна теорія відносності, загальна теорія відносности (ЗТВ) — теорія гравітації, опублікована Альбертом Ейнштейном в 1916 році. На відміну від нерелятивістської теорії гравітації Ньютона загальна теорія відносності придатна для опису гравітаційної взаємодії тіл, що рухаються зі швидкостями близькими до швидкості світла. Її також можна застосовувати у випадку сильних гравітаційних полів, що виникають, наприклад, поблизу нейтронних зір та чорних дір. У Сонячній системі ефекти загальної теорії відносності проявляють себе незначними відхиленнями фактичних траєкторій руху планет та інших космічних тіл (у першу чергу Меркурія) від орбіт, розрахованих у межах теорії Ньютона.
Попри існування альтернативних теорій гравітації, загальна теорія відносності є загальноприйнятою в сучасній фізиці. Вона знайшла застосування в фізичній космології, яка пояснює еволюцію Всесвіту. Висновки теорії підтверджені низкою експериментальних спостережень. Однак, на відміну від спеціальної теорії відносності, спроби об'єднання загальної теорії відносності з квантовою механікою з побудовою теорії квантової гравітації досі (станом на лютий 2022) не мали успіху.

## Історія
Анрі Пуанкаре у 1905 році запропонував теорію динаміки електрона — релятивістську теорію, яку він застосував до всіх сил, включно з гравітацією. У своїй теорії він показав, що гравітаційні хвилі поширюються зі швидкістю світла. Невдовзі після цього Ейнштейн почав замислюватися над тим, як включити гравітацію у свою релятивістську концепцію. У 1907 році, розпочавши зі спрощеного уявного експерименту зі спостерігачем у стані вільного падіння, він взявся за восьмирічні пошуки релятивістської теорії гравітації. Після багатьох невдалих спроб його праця завершилася у листопаді 1915 року представленням у Прусській академії наук рівнянь поля Ейнштейна, що стали ядром загальної теорії відносності. Ці рівняння визначають, як геометрія простору-часу змінюється під впливом матерії та випромінювання. Математичним апаратом загальної теорії відносності стала неевклідова геометрія, відома як Ріманова геометрія. На цей математичний апарат Ейнштейну вказав математик Марсель Гроссманн, і у 1913 році вони спільно опублікували відповідну працю.
Рівняння Ейнштейна є нелінійними та складними для точного розв’язання. Для отримання перших передбачень теорії Ейнштейн спочатку знайшов їхні наближені розв'язки. Проте у 1916 році астрофізик Карл Шварцшильд знайшов перший нетривіальний точний розв’язок цих рівнянь — метрику Шварцшильда. Це заклало основу для опису фінальних стадій гравітаційного колапсу та об’єктів, відомих нині як чорні діри. Того ж року розпочалися перші спроби узагальнити розв’язок Шварцшильда для електрично заряджених об’єктів, що зрештою привело до розв’язку Райснера — Нордстрема, який описує заряджені чорні діри. У 1917 році Ейнштейн застосував свою теорію до опису Всесвіту в цілому, започаткувавши цим релятивістську космологію. Відповідно до тодішніх уявлень, він припустив, що Всесвіт є статичним, і ввів у рівняння поля новий параметр — космологічну сталу, щоб узгодити теорію з цим припущенням. Однак до 1929 року роботи Габбла та інших показали, що Всесвіт розширюється. Це узгоджувалося з розв’язками Фрідмана 1922 року, які не потребували космологічної сталої. Леметр використав ці розв’язки для побудови перших моделей Великого вибуху, за якими Всесвіт розвинувся зі стану з надзвичайно високою густиною та температурою. Згодом Ейнштейн назвав введення космологічної сталої найбільшою помилкою свого життя.
Під час того періоду загальна теорія відносності залишалася радше науковою цікавиною серед фізичних теорій. Вона була очевидно кращою за ньютонівську теорію гравітації, оскільки узгоджувалася зі спеціальною теорією відносності та пояснювала низку ефектів, які не могла пояснити ньютонівська теорія. У 1915 році Ейнштейн показав, що його теорія пояснює аномальний зсув перигелію планети Меркурій без жодних довільних параметрів, а у 1919 році експедиція під керівництвом Артура Еддінгтона підтвердила передбачення загальної теорії відносності про відхилення світла зір Сонцем під час повного сонячного затемнення 29 травня 1919 року, миттєво зробивши Ейнштейна знаменитим. Попри це, теорія залишалася поза основним руслом теоретичної фізики та астрофізики аж до періоду її стрімкого розвитку, що відбувся приблизно між 1960 і 1975 роками та став відомий як «золота доба загальної теорії відносності». Тоді фізики почали глибше розуміти поняття чорної діри та ідентифікували квазари як одне з астрофізичних втілень цих об’єктів. Дедалі точніші тести в межах Сонячної системи підтвердили передбачувальну силу теорії, а релятивістська космологія стала доступною для прямих спостережних перевірок.
Загальна теорія відносності набула репутації теорії надзвичайної краси. Субраманьян Чандрасекар відзначав, що на багатьох рівнях загальна теорія відносності демонструє те, що Френсіс Бекон називав «дивність у пропорціях» (тобто елементи, які викликають здивування й захоплення). Вона поєднує фундаментальні поняття (простір і час проти матерії та руху), які раніше вважалися цілком незалежними. Чандрасекар також зауважив, що єдиними орієнтирами Ейнштейна в пошуку точної теорії були принцип еквівалентності та його переконання, що належний опис гравітації має бути геометричним за своєю основою, тож у способі, яким Ейнштейн прийшов до своєї теорії, був «елемент одкровення». Серед інших елементів краси, які пов’язують із загальною теорією відносності, — її простота та симетрія, спосіб, у який вона включає інваріантність та об’єднання, а також її бездоганна логічна узгодженість.
У передмові до книги "Відносність. Спеціальна та загальна теорія" Ейнштейн писав: «Ця книга призначена, наскільки це можливо, дати точне уявлення про теорію відносності тим читачам, які, з огляду на загальнонауковий та філософський інтерес, цікавляться цією теорією, але не знайомі з математичним апаратом теоретичної фізики. Робота передбачає рівень освіти, що відповідає університетському вступному іспиту, і, незважаючи на невеликий обсяг книги, вимагає від читача певної частки терпіння та сили волі. Автор не пошкодував зусиль, прагнучи подати основні ідеї в якомога простішій та зрозумілішій формі, загалом у тій послідовності та зв’язках, у яких вони фактично виникли».

## Вступ
Концептуальне ядро загальної теорії відносності, з якого випливає більшість її висновків — принцип еквівалентності, який постулює, що гравітація та прискорення — це еквівалентні фізичні явища, тобто
| Не існує такого фізичного експерименту, який би міг локально відрізнити дію на спостерігача однорідного гравітаційного поля від рівноприскореного руху системи відліку, у якій перебуває цей спостерігач. |

Цей принцип пояснює, чому експериментальні вимірювання гравітаційної та інертної мас доводять їхню еквівалентність. Це твердження стало основою багатьох відкриттів, таких як гравітаційний червоний зсув, викривлення променів світла поблизу великих гравітаційних мас (таких як зорі), чорні діри, уповільнення часу в гравітаційному полі тощо. Але з принципу еквівалентності не випливає єдиність рівнянь викривленого простору-часу, і це зокрема призвело до появи так званої космологічної сталої, яка фігурує в деяких теоріях.
Модифікації закону всесвітнього тяжіння Ньютона призвели до першого успіху нової теорії: отримав пояснення ефект зсуву перигелію Меркурія. Багато інших передбачень теорії було в подальшому підтверджено астрономічними спостереженнями. Однак внаслідок високої складності цих спостережень та труднощів із досягненням задовільних похибок вимірювань, виникли альтернативні теорії гравітації, такі як Теорія Бранса — Діке або біметрична теорія Розена. Але поки що немає таких експериментальних даних, які б могли викликати необхідність перегляду загальної теорії відносності.
Однак є теоретичні підстави стверджувати, що загальна теорія відносності незавершена. Вона не узгоджується з квантовою механікою, що має наслідком некоректні її результати за умов високих енергій. Об'єднання цих двох теорій — одна з фундаментальних проблем сучасної теоретичної фізики.

## Зв'язок зі спеціальною теорією відносності
Спеціальна теорія відносності внесла фундаментальні зміни в закони класичної механіки, виходячи з таких постулатів
- всі інерційні системи відліку є рівноправними;
- швидкість світла в усіх інерційних системах є однаковою.

З цих постулатів випливає, що швидкість світла є максимально можливою в природі. Будь-який матеріальний об'єкт не може рухатися швидше за світло.
З погляду спеціальної теорії відносності простір і час тісно пов'язані між собою. Їх слід вважати єдиним чотиривимірним многовидом, що має назву «простір-час». Спостерігачі, що рухаються один відносно одного, можуть по-різному визначати «просторові» і «часовий» напрямки в цьому многовиді. Тому простір і час більше неможливо розглядати як окремі сутності.
Загальна теорія відносності доповнила цю картину тим, що енергія гравітаційного поля (породжена матерією) здатна деформувати простір-час так, що «прямі» лінії в просторі та часі мають властивості «кривих» ліній.

## Викривлення простору-часу
Математики використовують термін «викривлення» для позначення будь-якого простору, де геометрія не є Евклідовою. Найчастіше ефект від викривлення ілюструється малюнком, аналогічним наведеному нижче:
Тут зображено, як масивне тіло «розтягує» уявну «сітку» простору-часу, внаслідок чого лінії сітки, що були прямими у пласкому (Евклідовому) просторі, стають викривленими. Як наслідок, траєкторії тіл, які були б прямими в Евклідовому просторі, змінюють свою форму поблизу масивного об'єкта. Слід однак пам'ятати, що цей малюнок — лише ілюстрація, яка далеко не повністю відображає фізичну реальність. Насправді ж поблизу масивного тіла викривляється не лише простір, а простір-час, внаслідок чого змінюється не лише просторова форма траєкторій, а й часові параметри руху: тіла зазнають прискорення (сповільнення). Реальний простір є тривимірним, а простір-час — чотиривимірним. На малюнку довелось обмежитись зображенням двовимірного простору заради наочності.
Хоча для візуалізації буває зручно уявити собі викривлену поверхню, яка вкладена у простір більшої розмірності, ця модель не має сенсу, якщо мова йде про реальний всесвіт. Кривина простору-часу може бути виміряна «зсередини» спостерігачами, які перебувають у ньому, тобто без використання додаткових вимірів.
Для ілюстрації розглянемо, як кривина поверхні Землі може бути виміряна спостерігачем, який весь час перебуває на цій поверхні. Проведемо такий уявний експеримент: Ви вирушаєте з Північного полюса на південь і проходите приблизно 10 000 км (до екватора), потім повертаєте наліво точно на 90 градусів, йдете 10 000 км, повертаєте знову наліво на 90 градусів і йдете ще 10 000 км і повертаєтесь точно туди, звідки почали, причому під кутом 90 градусів до першого відрізка Вашого шляху. Такий трикутних з трьома прямими кутами, абсолютно неможливий в Евклідовій геометрії, виявляється можливим на поверхні Землі лише тому, що Земля є викривленою поверхнею.
Викривленість простору-часу, у якому ми живемо, також можливо виявляти певними експериментами.

## Базис теорії гравітації
Математичні основи загальної теорії відносності повертають нас до аксіом Евклідової геометрії та багатьох спроб довести відомий п'ятий постулат Евкліда. Лобачевський, Бояї та Гаусс довели, що ця аксіома не обов'язково повинна бути правильною та заклали основи для побудови неевклідових геометрій. Загальна математика неевклідових геометрій була розроблена Гаусовим студентом Ріманом, але не мала застосування до реального світу доти, доки Ейнштейн не сформулював загальну теорію відносності.
Гаус виходив з того, що немає апріорних доказів саме евклідовості геометрії реального світу. Це б означало, що якщо б фізик тримав паличку, а картограф стояв на деякій відстані від нього, та вимірював би довжину палички відомим в геодезії методом триангуляції, основаним на евклідовій геометрії, то не було б гарантії збігу результату вимірювання з тим, який би здійснив сам фізик, від якого паличка перебуває поряд. Зрозуміло, що на практиці за допомогою палички визначити неевклідовість геометрії неможливо, але існують експерименти, які визначають неевклідовість безпосередньо. Наприклад, експеримент Паунда-Ребки (1959) зафіксував зміни довжини хвилі випромінювання від джерела, піднятого на 22,5 метри над землею на вежі в Гарварді, і пізніше атомні годинники на супутниках глобальної системи позиціювання (GPS) були скориговані з врахуванням гравітаційних ефектів.
Ньютонова теорія гравітації стверджувала, що об'єкти насправді мають абсолютні швидкості, тобто, деякі тіла перебувають в абсолютному спокої, тоді як інші «справді» рухаються. Але Ньютон розумів, що ці абсолютні стани не можуть бути виміряні безпосередньо. Всі вимірювання давали лише швидкість одного тіла відносно іншого. І закони механіки здавались справедливими для всіх тіл незалежно від нюансів їхнього руху. Ньютон вірив, що ця теорія не має сенсу без розуміння того, що абсолютні величині насправді є, хоча ми не можемо їх виміряти. Але фактично, ньютонова механіка може працювати і без цього припущення, і це не треба плутати з пізнішим постулатом Ейнштейна про інваріантність швидкості світла.
У 19 столітті Максвелл сформулював систему рівнянь для електромагнітного поля, які показали, що світло поводить себе як електромагнітна хвиля, яка поширюється з фіксованою швидкістю в просторі. Це стало базою для подальших експериментів з перевірки ньютонової теорії: порівнюючи власну швидкість зі швидкістю світла, можна було б встановити абсолютну швидкість спостерігача. Або, що те ж саме, встановити швидкість спостерігача відносно системи відліку, яка є ідентичною для усіх інших спостерігачів.
Ці твердження базувались на припущенні про поширення світла в певному середовищі, і це середовище могло бути саме тим, від чого потрібно було відштовхуватись в проведенні подальших експериментів. Було проведено низку експериментів з визначення швидкості Землі відносно цієї всесвітньої «сутності», або «ефіру». Ідея була така: швидкість світла, яка б вимірювалась з поверхні Землі, повинна була бути більшою, коли планета рухалась би вздовж руху ефіру та меншою, коли б вона рухалась у протилежному напрямку (зрозуміло, що тут слід було б врахувати й обертання Землі навколо своєї осі). Перевірка, здійснена Майкельсоном та Морлі наприкінці 19 століття, мала дивовижний результат: швидкість світла залишалась постійною в усіх напрямах (дивіться Експеримент Майкельсона-Морлі).
У виступу в Лейденському університеті 5 травня 1920 року Альберт Ейнштейн казав: «Підсумовуючи, можна сказати, що згідно із загальною теорією відносності простір наділений фізичними властивостями; отже, в цьому сенсі існує ефір. Відповідно до загальної теорії відносності космос без ефіру немислимий; оскільки в такому просторі не тільки не було б поширення світла, але також не було б можливості існування еталонів простору та часу (вимірювальних стрижнів і годинників), а отже, і будь-яких просторово-часових інтервалів у фізичному сенсі .»

## Основні принципи
Фундаментальна ідея загальної теорії відносності полягає в тому, що ми не можемо вести мову про фізичний сенс швидкостей або прискорень без визначення системи відліку. У спеціальній теорії відносності стверджується, що система відліку може бути розширена нескінченно на всі напрямки в просторі та часі. Це тому, що спеціальна теорія відносності асоціюється саме з інерційними системами відліку. Загальна теорія відносності стверджує, система відліку може бути лише локальною, справедливою лише для обмеженої області простору та проміжку часу (точно так, як можна намалювати пласку мапу географічного регіону, але через викривлення поверхні Землі пласка мапа всієї планети буде обов'язково викривлена). У загальній теорії відносності, закони Ньютона залишаються справедливими лише в локальних системах відліку. Наприклад, вільні частинки в локальних інерційних (Лоренцових) системах рухаються вздовж прямих ліній. Але ці лінії є прямими лише в межах системи відліку. Насправді вони не є прямими, вони є лініями, відомими як геодезичні. Таким чином, перший закон Ньютона замінюється «геодезичним» законом руху.
В інерційних системах відліку, тіло зберігає свій стан доти, доки на нього не подіють зовнішні сили. В неінерційних системах відліку, тіла набувають прискорення не від дії на них інших тіл, а безпосередньо від самої системи відліку. Саме тому ми відчуваємо на собі дію прискорення, перебуваючи в автомобілі, який повертає. Тут автомобіль є базисом неінерційної системи відліку, в якій ми перебуваємо. Таку саму природу має сила Коріоліса, якщо як систему відліку обрати тіло, яке обертається, наприклад, Землю. Принцип еквівалентності в загальній теорії відносності постулює, що ніякі локальні експерименти не виявлять різниці між вільним падінням у гравітаційному полі та відповідним за характеристиками прискореним рухом.
Математично, Ейнштейн змоделював простір-час за допомогою чотиривимірного псевдо-Ріманового многовиду, і його рівняння гравітаційного поля стверджують, що викривленість цього многовиду в довільній точці безпосередньо пов'язана з тензором енергії-імпульсу. Цей тензор відповідає густині речовини та енергії в цій точці. Отже, викривлення простору-часу спричиняє рух матерії, а матерія, з іншого боку, є причиною викривлення простору-часу.
В одному з варіантів рівняння Ейнштейна для гравітаційного поля містять параметр, який називають космологічною сталою. Ейнштейн запровадив її для того, щоб отримати як розв'язок цих рівнянь модель статичного Всесвіту, тобто такого, який не розширюється і не стискається. Це не мало належного ефекту, адже такий статичний всесвіт є нестабільним, а подальші астрономічні спостереження підтвердили, що наш Всесвіт розширюється. Тому пізніше Ейнштейн назвав запровадження космологічної сталої «своєю найбільшою помилкою». Однак, отримані наприкінці 20 століття нові астрономічні дані  потребують ненульового значення космологічної сталої для пояснення результатів спостережень[джерело?].

## Ейнштейнове рівняння гравітаційного поля
Математичним апаратом загальної теорії відносності є диференціальна геометрія. Основною локальною характеристикою простору-часу є метрика простору-часу, задана метричним тензором. Просторово-часовий інтервал, інваріантний щодо переходу до будь-якої інерційної чи неінерційної системи відліку, має вигляд:
{\displaystyle ds^{2}=g_{ik}dx^{i}dx^{k}\,}.
Метрика простору-часу визначається розподілом речовини й поля, який задається тензором енергії-імпульсу. Зв'язок між цими величинами встановлюється гравітаційною сталою.
Рівняння для визначення метричного тензора виглядає так:
{\displaystyle R_{ik}-{1 \over 2}Rg_{ik}=8\pi {G \over c^{4}}T_{ik}}
Де {\displaystyle R_{ik}} — тензор Річчі, {\displaystyle R} — скалярна викривленість, {\displaystyle g_{ik}} — метричний тензор, {\displaystyle T_{ik}} — тензор енергії-імпульсу, який визначає негравітуючу матерію, енергію та сили в довільній точці простору-часу, {\displaystyle \pi } — число пі, {\displaystyle c} — швидкість світла, {\displaystyle G} — гравітаційна стала, яка з'являється й у законі всесвітнього тяжіння Ньютона.
Тензор Річчі та скалярна викривленість — похідні від {\displaystyle g_{ik}}. {\displaystyle g_{ik}}, тобто метрики многовиду. Тензор Річчі має структуру симетричного 4 × 4-тензора, таким чином він складається з 10 незалежних компонент. Після визначення чотирьох просторово-часових координат, кількість незалежних рівнянь, які складають Ейнштейнові рівняння гравітаційного поля, скорочується до 6.
З космологічною сталою рівняння Ейнштейна має вигляд:
{\displaystyle R_{ik}-{1 \over 2}Rg_{ik}+\Lambda g_{ik}=8\pi {G \over c^{4}}T_{ik}}
Космологічна стала {\displaystyle \Lambda }, хоч й здавалась Ейнштейну незалежною величиною, може бути включена до складу тензора енергії-імпульсу й проінтерпретована в такому разі як показник існування так званої темної енергії, густина якої постійна в просторі-часі.
Вивчення розв'язків цього рівняння — одна з активних галузей астрономії, яка має назву космології. Ця наука, ґрунтуючись на рівняннях Ейнштейна, передбачила існування чорних дір і сформулювала різноманітні моделі еволюції Всесвіту.

## Наслідки
Загальна теорія відносності має низку фізичних наслідків. Деякі з них безпосередньо випливають з її аксіом, тоді як інші стали зрозумілими лише через багато років після першої публікації Ейнштейна.

### Гравітаційне червоне зміщення й уповільнення часу

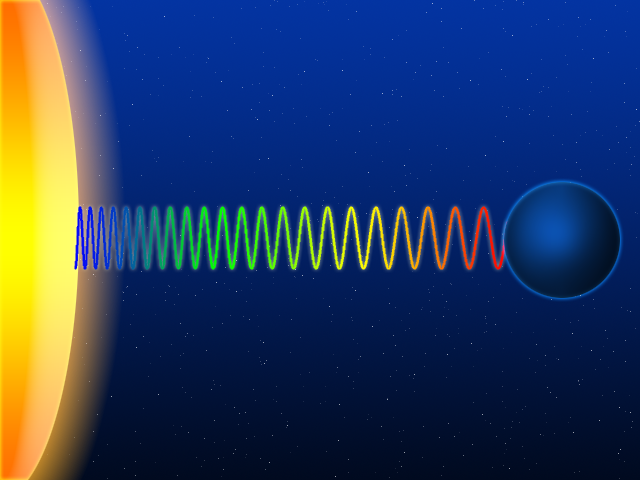
Схематичне зображення гравітаційного червоного зміщення світлової хвилі, що виривається з поверхні масивного тіла

З принципа еквівалентності випливає вплив гравітації на перебіг часу. Світло, направлене вниз до масивного тіла, зазнає синього зсуву, натомість як світло, спрямоване у протилежному напрямку (тобто від масивного тіла), зазнає червоного зсуву. Сукупно ці два явища відомі як гравітаційний зсув частоти. Загальніше, процеси, що відбуваються поблизу масивного тіла, перебігають повільніше, ніж ті, що відбуваються на більшій відстані; цей ефект має назву гравітаційне сповільнення часу.
Гравітаційний червоний зсув був виміряний у лабораторних умовах та за допомогою астрономічних спостережень. Гравітаційне розширення часу в гравітаційному полі Землі багаторазово вимірювали з використанням атомних годинників, а додатковим підтвердженням цього ефекту є робота системи GPS. Дослідження у сильніших гравітаційних полях проводять, зокрема, шляхом спостереження подвійних пульсарів. Усі результати узгоджуються із загальною теорією відносності. Втім, за наявного рівня точності ці спостереження не дають змоги відрізнити загальну теорію відносності від інших теорій, у яких також виконується принцип еквівалентності.

### Відхилення світла та гравітаційна затримка сигналу

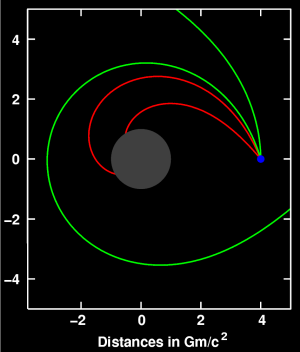
Відхилення світла (випроміненого з точки, позначеної синім) поблизу компактного масивного тіла (позначеного сірим)

Загальна теорія відносності передбачає, що на рух світла повз масивний об’єкт впливає викликана цією масою кривина простору-часу. Це явище вперше підтвердили, спостерігаючи відхилення світла зір або віддалених квазарів, коли воно проходило поблизу Сонця.
Це передбачення випливає з того, що світло рухається так званою світлоподібною або нульовою геодезичною — узагальненням прямої лінії на випадок викривленого простору-часу. Розглядаючи різні моделі простору-часу (метрику Шварцшильда або, для невеликих мас, постньютонівський формалізм), можна виявити низку ефектів, пов'язаних із впливом гравітації на поширення світла. Хоча відхилення світла можна також вивести, поширивши на нього закон вільного падіння на світло, отриманий таким чином кут відхилення становить лише половину значення, передбаченого загальною теорією відносності.
Тісно пов’язане з відхиленням світла явище — ефект Шапіро: світлові сигнали проходять крізь гравітаційне поле довше, ніж вони б ішли за його відсутності. Цей ефект неодноразово успішно перевіряли в експерименті. У параметризованому постньютонівському формалізмі вимірювання як відхилення світла, так і гравітаційної затримки часу дають змогу визначити параметр γ, що характеризує вплив гравітації на геометрію простору.

### Гравітаційні хвилі

Кільце тестових частинок, деформоване гравітаційною хвилею, що проходить перпендикулярно до площини малюнка (лінійний випадок, амплітуда збільшена для кращої візуалізації)

Передбачені 1916 року Альбертом Ейнштейном гравітаційні хвилі — це збурення метрики простору-часу у загальній теорії відносності, які поширюються зі швидкістю світла, подібно до електромагнітних хвиль в теорії електромагнетизму. 11 лютого 2016 року команда Advanced LIGO оголосила, що безпосередньо зафіксувала гравітаційні хвилі від злиття пари чорних дір.
Найпростіший тип гравітаційної хвилі можна уявити за її дією на кільце незакріплених частинок. Синусоїдна хвиля, що поширюється крізь таке кільце у напрямку до спостерігача, періодично його викривляє (анімація праворуч). Оскільки рівняння Ейнштейна є нелінійними, сильні гравітаційні хвилі не підкоряються принципу суперпозиції, що ускладнює їх опис. Проте для надзвичайно слабких хвиль, які, як очікується, досягають Землі внаслідок далеких астрономічних подій, лінійне наближення є достатньо точним; зазвичай такі хвилі змінюють відносні відстані на величину порядку 10−21 або менше. Методи аналізу даних широко використовують той факт, що ці лінеаризовані хвилі можна розкласти у ряд Фур'є.
Існують і точні розв’язки, які описують гравітаційні хвилі без наближень, наприклад, хвильовий пакет, що рухається крізь порожній простір, або Всесвіт Гоуді — різновид розширюваного Всесвіту, заповненого гравітаційними хвилями. Однак для хвиль, що утворюються у типових астрофізичних явищах, таких як злиття двох чорних дір, побудувати адекватні моделі можна лише чисельними методами.

### Вплив на орбітальний рух
Загальна теорія відносності відрізняється від класичної механіки низкою передбачень щодо орбітального руху тіл. Вона передбачає прецесію орбіт планет, поступове зменшення їхнього розміру через випромінювання гравітаційних хвиль, а також ефекти, пов’язані з відносністю напрямків.

#### Прецесія апсид

Ньютонівська (червона) та ейнштейнівська (синя) орбіти окремої планети, що обертається навколо зорі. Вплив інших планет не врахований.

У загальній теорії відносності апсиди будь-якої орбіти (точка найближчого підходу тіла на орбіті до центру мас системи) зазнають прецесії. При цьому орбіта не є сталим еліпсом, а радше подібна до еліпса, що обертається навколо свого фокуса, утворюючи фігуру, схожу на троянду (див. зображення). Ейнштейн уперше отримав цей результат, використавши наближений опис, що відповідає ньютонівському граничному випадку, та розглядаючи тіло як пробну частинку. Для нього той факт, що його теорія дала просте пояснення аномального зсуву перигелію Меркурія, відкритого Урбеном Левер'є 1859 року, став важливим підтвердженням того, що він нарешті знайшов правильну форму рівнянь гравітаційного поля.
Цей ефект можна також отримати, використавши точну метрику Шварцшильда, яка описує простір-час навколо сферичної маси, або постньютонівський формалізм. Ефект зумовлений впливом гравітації на геометрію простору-часу та внеском власної енергії в гравітацію тіла (що відображається в нелінійності рівнянь Ейнштейна). Релятивістську прецесію підтверджено для всіх планет, для яких можливі достатньо точні вимірювання цього ефекту (Меркурій, Венера та Земля), а також у системах подвійних пульсарів, де вона більша на п’ять порядків величини.
У загальній теорії відносності зсув перигелію {\displaystyle \sigma }, виражений у радіанах за один оберт, задається наближеною формулою:
{\displaystyle \sigma ={\frac {24\pi ^{3}L^{2}}{T^{2}c^{2}(1-e^{2})}}\ ,}
де:
- {\displaystyle L} — велика піввісь
- {\displaystyle T} — орбітальний період
- {\displaystyle c} — швидкість світла у вакуумі
- {\displaystyle e} — ексцентриситет орбіти

#### Розпад орбіт

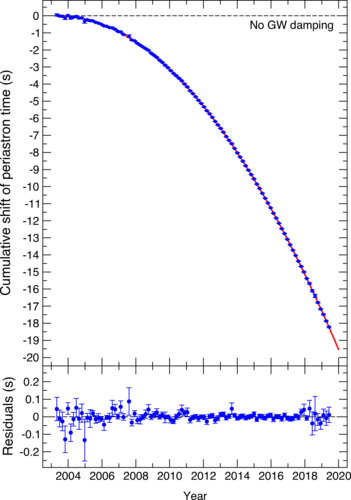
Розпад орбіти для пульсара PSR J0737−3039: зсув часу (у с), відстежений протягом 16 років (2021).

Згідно із загальною теорією відносності, подвійна система випромінює гравітаційні хвилі, втрачаючи при цьому енергію. Через цю втрату відстань між двома тілами поступово зменшується, а разом з нею скорочується й період обертання. У межах Сонячної системи або для звичайних подвійних зір цей ефект надто малий, щоб його можна було виміряти. Однак його вдається виміряти для систем подвійних пульсарів — пар нейтронних зір, що обертаються одна навколо одної, коли принаймні одна з них є пульсаром. Від такого пульсара на Землю надходить регулярна серія радіоімпульсів, які можна використовувати як надзвичайно точний годинник, що дозволяє виконувати високоточні вимірювання періоду обертання. Оскільки нейтронні зорі є вкрай компактними, вони випромінюють значну енергію у вигляді гравітаційних хвиль.
Вперше зменшення періоду обертання через випромінювання гравітаційних хвиль було зафіксовано Галсом та Тейлором під час дослідження подвійного пульсара PSR 1913+16, відкритого ними 1974 року. Це стало першим, хоч і непрямим, виявленням гравітаційних хвиль, за що вони отримали Нобелівську премію з фізики 1993 року. Відтоді було відкрито ще кілька подвійних пульсарів, зокрема подвійний пульсар PSR J0737−3039, у якому обидві зорі є пульсарами, і рух якого також повністю узгоджується з передбаченнями загальної теорієї відносності.

#### Геодезична прецесія та захоплення системи відліку
Деякі релятивістські ефекти безпосередньо пов’язані з відносністю напрямку. Один із них — геодезична прецесія: напрямок осі гіроскопа у стані вільного падіння у викривленому просторі-часі змінюється, якщо порівнювати його, наприклад, із напрямком світла, що надходить від далеких зір. Для системи Земля — Місяць цей ефект виміряли за допомогою лазерної локації Місяця. Пізніше його підтвердили для тестових мас на борту супутника Gravity Probe B з точністю, кращою за 0,3%.
Поблизу обертової маси виникають гравітомагнітні ефекти або "захоплення системи відліку". Віддалений спостерігач виявить, що об’єкти, розташовані близько до маси, «захоплюються» її обертанням. Найбільш виражено це спостерігається у обертових чорних дір, де для будь-якого об’єкта, що потрапляє в зону, звану ергосферою, обертання є неминучим. Такі ефекти також можна перевіряти, спостерігаючи їхній вплив на орієнтацію гіроскопів у стані вільного падіння. Дещо суперечливі експерименти виконали з використанням супутників LAGEOS, які підтвердили релятивістські передбачення. Також для таких вимірювань використовували зонд Mars Global Surveyor на орбіті Марса.

## Астрофізичні застосування

### Гравітаційне лінзування

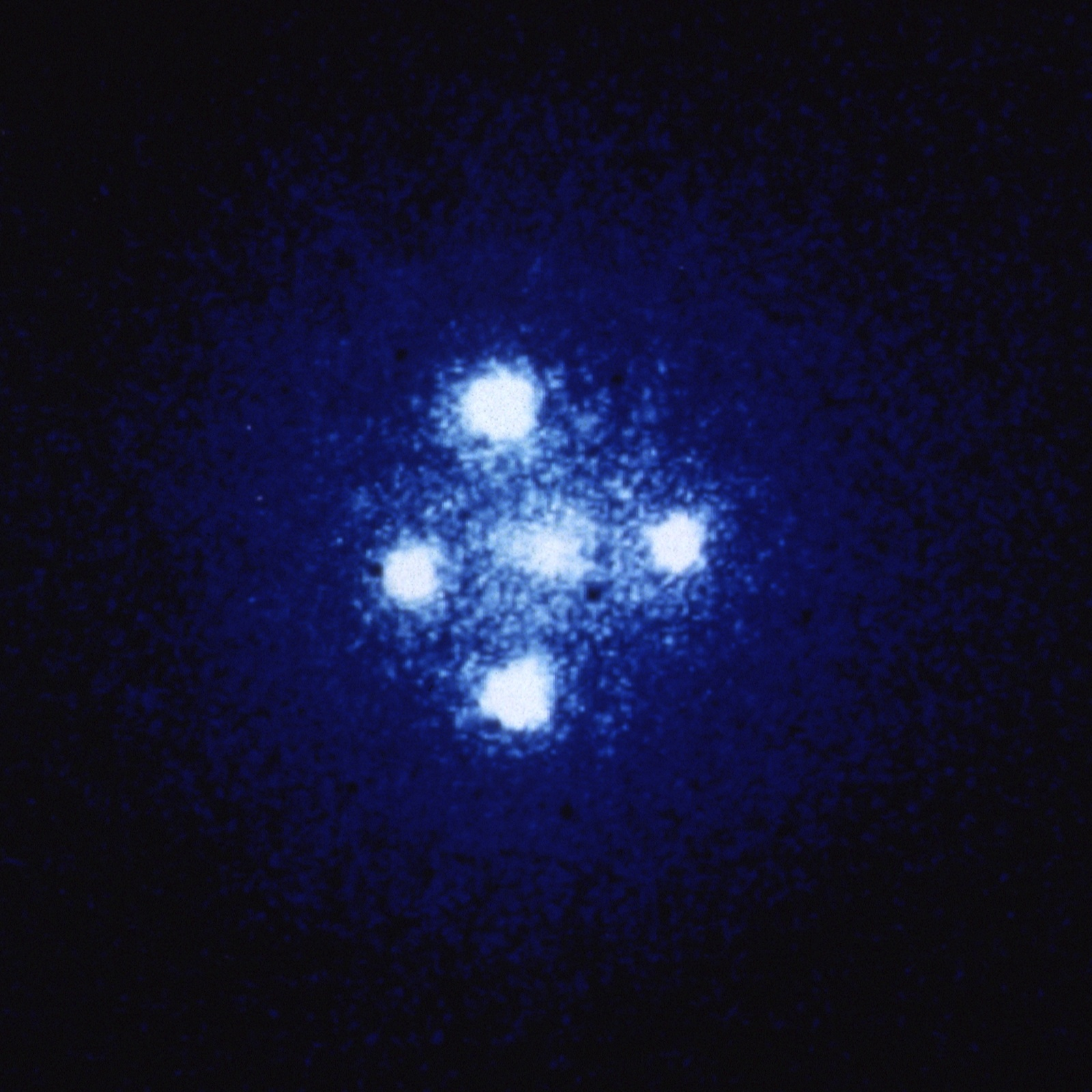
Хрест Ейнштейна: чотири зображення одного й того ж астрономічного об’єкта, створені гравітаційною лінзою

Відхилення світла гравітацією зумовлює новий клас астрономічних явищ. Якщо масивний об’єкт розташований між астрономом і віддаленим джерелом світла, видиме спостерігачу зображення джерела може викривлятись або навіть розділятись на кілька зображень. Такі явища відомі як гравітаційне лінзування. Залежно від конфігурації, масштабу та розподілу маси може утворюватися два або більше зображень, яскраве кільце, відоме як Кільце Ейнштейна, або часткові кільця, звані дугами. Перший приклад такого явища було відкрито 1979 року, відтоді спостережено понад сотню гравітаційних лінз. Навіть якщо кілька зображень розташовані надто близько, щоб їх можна було розділити, ефект усе одно можна виявити, наприклад, як збільшення загальної яскравості об’єкта; зафіксовано низку таких подій «мікролінзування».
Гравітаційне лінзування перетворилося на важливий інструмент спостережної астрономії. Його застосовують для виявлення наявності й розподілу темної матерії, як «природний телескоп» для спостереження далеких галактик, а також для отримання незалежної оцінки сталої Габбла. Статистичний аналіз даних про лінзування дає цінну інформацію про еволюцію структури галактик.

### Астрономія гравітаційних хвиль

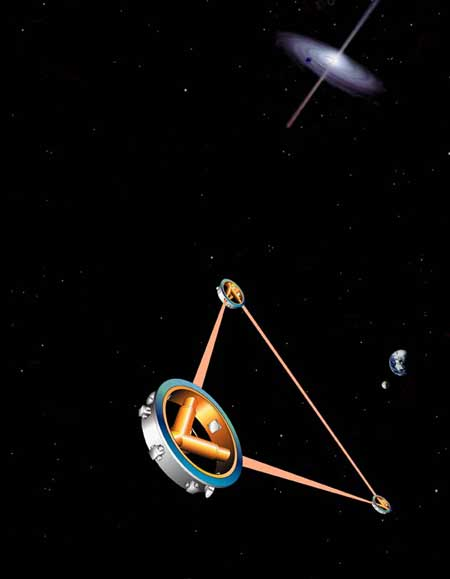
Художнє зображення космічного детектора гравітаційних хвиль LISA

Реєстрація гравітаційних хвиль є однією з найактивніших галузей сучасних досліджень, пов'язаних з теорією відносності. Нині працює кілька наземних детекторів гравітаційних хвиль, зокрема інтерферометричні детектори GEO600, LIGO (два детектори), TAMA 300 та VIRGO. Різні масиви таймінгу пульсарів використовують мілісекундні пульсари для виявлення гравітаційних хвиль у діапазоні частот від 10−9 до 10−6 герців, що походять від подвійних надмасивних чорних дір. Європейський космічний детектор LISA перебуває в розробці, а його демонстраційна місія LISA Pathfinder була запущена у грудні 2015 року.
Спостереження гравітаційних хвиль обіцяють доповнити дослідження в електромагнітному спектрі. Очікується, що вони нададуть нову інформацію про чорні діри та інші компактні об’єкти, такі як нейтронні зорі та білі карлики, про певні типи колапсу наднових, а також про процеси у ранньому Всесвіті, включно зі слідами деяких гіпотетичних типів космічних струн. У лютому 2016 року команда Advanced LIGO оголосила про виявлення гравітаційних хвиль, що виникли внаслідок злиття чорних дір.

### Чорні діри та інші компактні об'єкти

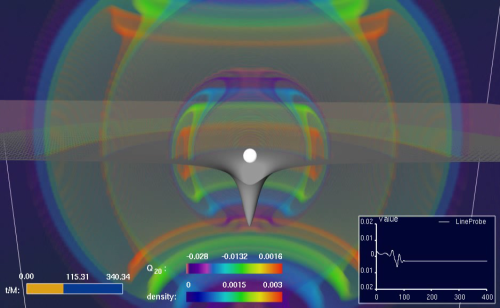
Моделювання на основі рівнянь загальної теорії відносності: колапс зорі з утворенням чорної діри та випромінюванням гравітаційних хвиль

Коли відношення маси об'єкта до його радіуса стає достатньо великим, загальна теорія відносності передбачає утворення чорної діри — області простору, з якої ніщо, навіть світло, не може вирватися. Згідно з загальноприйнятими моделями зоряної еволюції, кінцевими стадіями життя масивних зір вважають нейтронні зорі з масою близько 1,4 сонячних мас та зоряні чорні діри з масами від кількох до кількох десятків сонячних мас. Зазвичай у центрі галактики міститься надмасивна чорна діра з масою у кілька мільйонів або мільярдів сонячних мас, і вважається, що існування таких чорних дір відіграло важливу роль у формуванні як самих галактик, так і більших космічних структур.
Найважливішою з астрономічної точки зору властивістю компактних об'єктів є те, що вони забезпечують надзвичайно ефективний механізм перетворення гравітаційної енергії на електромагнітне випромінювання. Акрецію — падіння пилу чи газу на зоряні або надмасивні чорні діри — вважають причиною надзвичайно яскравих астрономічних об'єктів, зокрема різноманітних активних ядер галактик. Серед іншого, акреція може призводити до утворення релятивістських струменів — вузьких пучків високоенергетичних частинок, що викидаються у космос майже зі швидкістю світла. Загальна теорія відносності відіграє ключову роль у моделюванні всіх цих явищ, а спостереження дають переконливі докази існування чорних дір з властивостями, передбаченими теорією.
Чорні діри також є важливими об'єктами для пошуку гравітаційних хвиль. Злиття подвійних чорних дір створює потужні гравітаційно-хвильові сигнали, що досягають детекторів на Землі, а фаза безпосередньо перед злиттям може бути використана як «стандартна свічка» для визначення відстані до події та, відповідно, для дослідження космічного розширення на великих масштабах. Гравітаційні хвилі, що виникають під час падіння зоряної чорної діри у надмасивну, можуть надати безпосередню інформацію про геометрію надмасивної чорної діри.

### Космологія

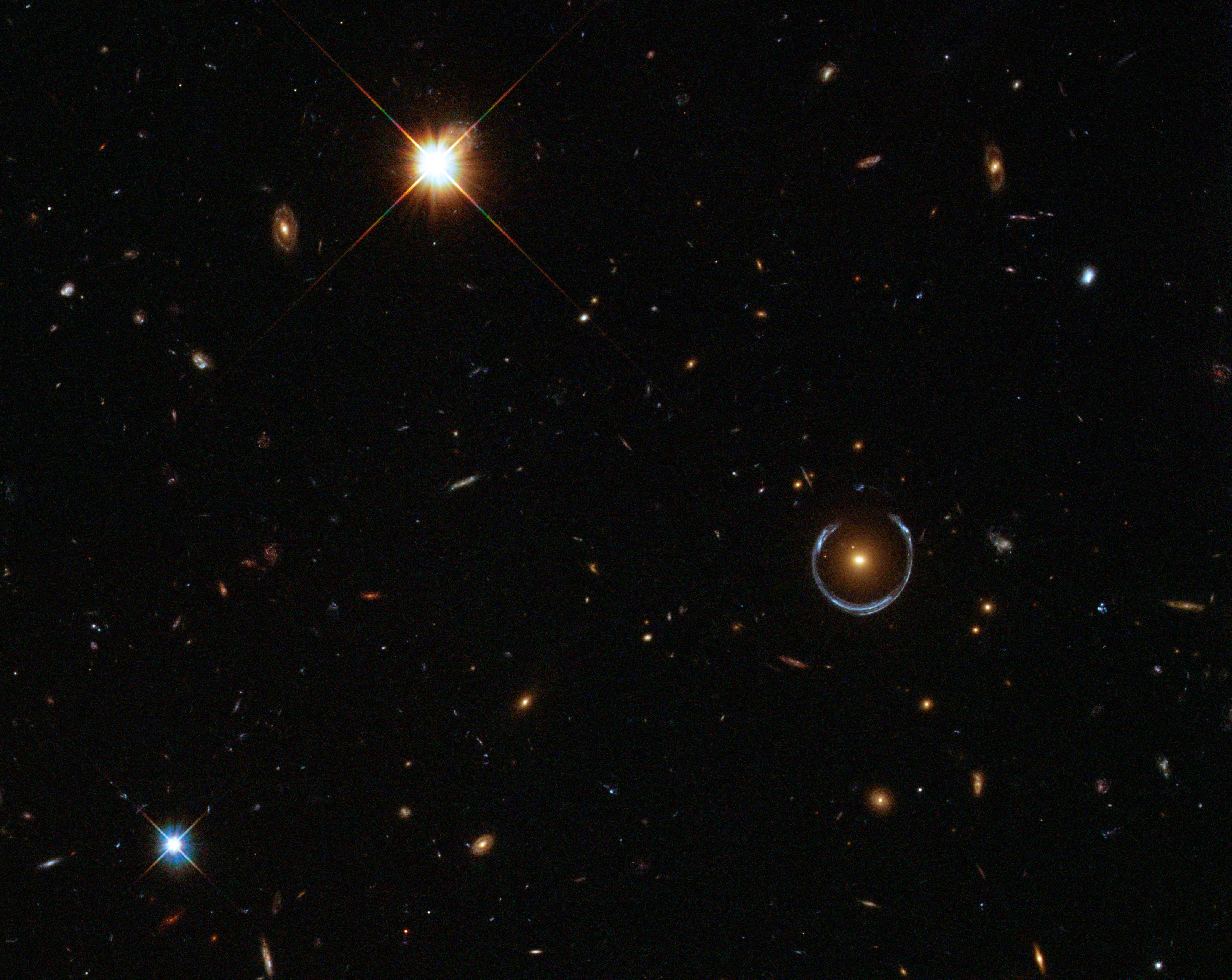
Ця синя «підкова» — далека галактика, яка була збільшена й викривлена майже в замкнене кільце через сильне гравітаційне поле масивної яскравої червоної галактики на передньому плані.

Сучасні космологічні моделі ґрунтуються на рівняннях поля Ейнштейна, які містять космологічну сталу {\displaystyle \Lambda }, адже вона суттєво впливає на великомасштабну динаміку Всесвіту:
{\displaystyle R_{\mu \nu }-{\textstyle 1 \over 2}R,g_{\mu \nu }+\Lambda \ g_{\mu \nu }={\frac {8\pi G}{c^{4}}},T_{\mu \nu }}
де {\displaystyle g_{\mu \nu }} — це метричний тензор простору-часу. Ізотропні та однорідні розв’язки цих рівнянь, відомі як метрика Фрідмана — Леметра — Робертсона — Вокера, дають змогу моделювати Всесвіт, який розвинувся за останні 14 мільярдів років з гарячої початкової фази Великого вибуху. Коли невелику кількість параметрів (наприклад, середню густину матерії у Всесвіті) визначено на основі астрономічних спостережень, інші спостережні дані можна використати для перевірки моделей. Підтверджені передбачення включають початкову кількість хімічних елементів, утворених у період первинного нуклеосинтезу, великомасштабну структуру Всесвіту, а також існування та властивості реліктового випромінювання.
Астрономічні спостереження швидкості розширення Всесвіту дають змогу оцінити загальну кількість матерії у ньому, хоча її природа частково залишається загадковою. Близько 90% усієї матерії, ймовірно, становить темна матерія, яка справляє гравітаційний вплив, але не взаємодіє з електромагнітним випромінюванням, тож її неможливо спостерігати безпосередньо. Загальноприйнятого пояснення цієї нової форми матерії в межах відомої фізики елементарних частинок або іншими способами наразі не існує. Спостережні дані з оглядів червоного зсуву віддалених наднових та вимірювання космічного мікрохвильового фону також свідчать, що на еволюцію Всесвіту значно впливає космологічна стала, яка спричиняє прискорення розширення Всесвіту, або, інакше кажучи, форма енергії з незвичним рівнянням стану, відома як темна енергія, природа якої досі невідома.
Фаза інфляції — додатковий період сильно прискореного розширення на космічних часових масштабах близько 10−33 секунди — була висунута у 1980 році для пояснення низки загадкових спостережень, які не вдавалося пояснити класичними космологічними моделями, зокрема майже ідеальної однорідності космічного мікрохвильового фону. Останні вимірювання космічного мікрохвильового фону дали перші свідчення на користь цього сценарію. Втім, існує величезна кількість можливих інфляційних сценаріїв, які неможливо обмежити наявними спостереженнями. Ще масштабнішим є питання про фізику наймолодшого Всесвіту — до інфляційної фази та поблизу моменту, де класичні моделі передбачають сингулярність Великого вибуху. Остаточна відповідь вимагала б повної теорії квантової гравітації, якої наразі не існує.

### Екзотичні розв'язки: подорожі в часі, варп-двигуни
Курт Гедель показав, що розв'язки рівнянь Ейнштейна можуть містити замкнуті часовоподібні криві, які допускають петлі у часі. Такі розв'язки потребують екстремальних фізичних умов, що, ймовірно, ніколи не реалізуються на практиці, однак досі лишається відкритим питання, чи закони фізики забороняють їх повністю. Згодом було знайдено й інші — такі само нереалістичні — розв'язки рівнянь загальної теорії відносності із замкнутими часоподібними кривими, зокрема циліндр Тіплера та прохідні кротовини. Стівен Гокінг висунув гіпотезу про захищеність хронології, яка є додатковим припущенням до стандартної загальної теорії відносності та забороняє подорожі у часі.
Деякі точні розв'язки рівнянь загальної теорії відносності, зокрема бульбашка Алькуб'єрре, є прикладами варп-двигунів, але вони потребують екзотичного розподілу матерії й загалом страждають від напівкласичної нестійкості.

## Додаткові поняття

### Асимптотичні симетрії
Групою симетрій простору-часу у спеціальній теорії відносності є група Пуанкаре — десятивимірна група, що складається з трьох перетворень Лоренца, трьох поворотів і чотирьох переносів у просторі-часі. Логічно постає питання, які симетрії можуть застосовуватися у загальній теорії відносності. Зручним для розгляду випадком є симетрії простору-часу, видимі спостерігачам, віддаленим від усіх джерел гравітаційного поля. Наївним очікуванням для симетрій асимптотично плоского простору-часу є просте розширення симетрій плоского простору-часу спеціальної теорії відносності, тобто групи Пуанкаре.
1962 року Герман Бонді, М. Г. ван дер Бург, А. В. Метцнер та Райнер Сахс розв’язували задачу асимптотичної симетрії, досліджуючи потік енергії на нескінченності, спричинений поширенням гравітаційних хвиль. Першим кроком було формулювання фізично обґрунтованих граничних умов для гравітаційного поля на світлоподібній нескінченності, щоб визначити, що означає асимптотична плоскість метрики, без жодних попередніх припущень про природу групи асимптотичних симетрій — навіть про саме існування такої групи. Після визначення, на їхню думку, найдоцільніших граничних умов вони дослідили, які перетворення асимптотичних симетрій залишають ці умови інваріантними для асимптотично пласких гравітаційних полів. Виявилося, що такі перетворення справді утворюють групу, структура якої не залежить від конкретного гравітаційного поля. Це означає, що, як і очікувалося, можна відокремити кінематику простору-часу від динаміки гравітаційного поля принаймні на просторовій нескінченності. Неочікуваним відкриттям 1962 року стало те, що ця група є нескінченновимірною, а не скінченновимірною групою Пуанкаре, яка є лише її підгрупою. До асимптотичних симетрій належать не лише перетворення Лоренца, але й додаткові перетворення, що не є лоренцівськими. Зокрема, було знайдено нескінченну множину генераторів перетворень, відомих як суперпаралельні переноси (англ. supertranslations). Це призводить до висновку, що ЗТВ не зводиться до спеціальної теорії відносності у випадку слабких полів на великих відстанях. Виявилося також, що симетрія BMS, належним чином модифікована, може бути інтерпретована як формулювання універсальної теорем про м’який гравітон у квантовій теорії поля (КТП), яка пов’язує універсальні інфрачервоні (м’які) властивості КТП з асимптотичними симетріями простору-часу в ЗТВ.

### Причинно-наслідкова структура та глобальна геометрія

Діаграма Пенроуза — Картера нескінченного простору Мінковського

У загальній теорії відносності жодне матеріальне тіло не може наздогнати або випередити імпульс світла. Жоден вплив від події A не може досягти будь-якої іншої точки X раніше за світло, випромінене в A у напрямку X. Тому дослідження всіх світлових світових ліній (нульових геодезичних) дає ключову інформацію про причинно-наслідкову структуру простору-часу. Цю структуру можна зобразити за допомогою діаграм Пенроуза — Картера, у яких нескінченно великі області простору та нескінченні інтервали часу стискаються («компактифікуються»), щоб уміститися на скінченній карті, при цьому світло, як і на звичайних діаграмах простір-часу, поширюється вздовж діагоналей.
Усвідомлюючи важливість причинно-наслідкової структури, Роджер Пенроуз та інші розробили підхід, відомий як глобальна геометрія. У глобальній геометрії об’єктом дослідження є не одне конкретне розв’язання (або сімейство розв’язань) рівнянь Ейнштейна, а загальні співвідношення, які виконуються для всіх геодезичних, як-от рівняння Райчаудхурі, а також додаткові узагальнені припущення про природу матерії (зазвичай у формі енергетичних умов), що використовуються для виведення загальних результатів.

### Горизонти
Використовуючи методи глобальної геометрії, можна показати, що деякі простори-часи містять межі, які називають горизонтами. Вони розділяють одну область від решти простору-часу. Найвідомішим прикладом є чорні діри: якщо маса стиснута в достатньо компактну область простору (як передбачає гіпотеза обруча, відповідна довжина визначається радіусом Шварцшильда), жодне світло зсередини не зможе вирватися назовні. Оскільки жоден об’єкт не може обігнати світловий імпульс, уся речовина всередині також залишається замкненою. Перехід із зовнішньої області у внутрішню можливий, що показує: межа — тобто «горизонт» чорної діри — не є фізичною перешкодою.

Ергосфера обертової чорної діри, яка відіграє ключову роль у процесі добування енергії з такої діри

Перші дослідження чорних дір ґрунтувалися на точних розв’язках рівнянь Ейнштейна — зокрема, сферично симетричному розв’язку Шварцшильда (що описує статичну чорну діру) та осе-симетричному розв’язку Керра (що описує обертову, стаціонарну чорну діру й передбачає цікаві утворення на кшталт ергосфери). Використання глобальної геометрії в подальших дослідженнях виявило загальні властивості чорних дір. З часом вони виявляються надзвичайно простими об’єктами, які можна повністю охарактеризувати одинадцятьма параметрами: електричним зарядом, масою-енергією, імпульсом, кутовим моментом і положенням у заданий момент часу. Це формулює теорема єдиності чорних дір: «чорні діри не мають волосся» — тобто жодних відмінних ознак, подібних до людських зачісок. Незалежно від складності гравітуючого об’єкта, що колапсує, кінцевий результат після випромінення гравітаційних хвиль — надзвичайно простий.
Ще цікавіше, що існує загальний набір законів, відомий як механіка чорних дір, який є аналогом законів термодинаміки. Наприклад, згідно з другим законом механіки чорних дір, площа горизонту подій будь-якої чорної діри ніколи не зменшується з часом, що аналогічно до поведінки ентропії у термодинамічних системах. Це обмежує кількість енергії, яку можна добути класичними методами з обертової чорної діри (наприклад, через Процес Пенроуза). Є вагомі підстави вважати, що закони механіки чорних дір є підмножиною законів термодинаміки, а площа горизонту пропорційна її ентропії. Це призводить до модифікації початкових законів механіки чорних дір: наприклад, другий закон механіки чорних дір, будучи частиною другого закону термодинаміки, дозволяє зменшення площі горизонту, якщо інші процеси забезпечують загальне зростання ентропії. Як термодинамічні об’єкти з ненульовою температурою, чорні діри повинні випромінювати теплове випромінювання. Напівкласичні розрахунки свідчать, що так і є, при цьому поверхнева гравітація відіграє роль температури в законі Планка. Це випромінювання відоме як Випромінювання Гокінга.
Існує багато інших типів горизонтів. У розширюваному Всесвіті спостерігач може виявити, що певні області минулого неможливо побачити («горизонт частинок»), а на деякі області майбутнього неможливо вплинути (горизонт подій). Навіть у плоскому просторі Мінковського, якщо його описує прискорений спостерігач (простір Ріндлера), виникають горизонти, пов’язані з напівкласичним випромінюванням, відомим як випромінювання Унру.

### Сингулярності
Ще однією загальною особливістю загальної теорії відносності є наявність меж простору-часу, відомих як сингулярності. Простір-час можна досліджувати, простежуючи часовоподібні та світлоподібні геодезичні лінії — усі можливі траєкторії, якими можуть рухатися світло та частинки у вільному падінні. Проте деякі розв’язки рівнянь Ейнштейна мають «рвані краї» — ділянки, відомі як сингулярності простору-часу, де шляхи світла й падаючих частинок обриваються, а геометрія стає невизначеною. У найцікавіших випадках це «сингулярності кривини», де геометричні величини, що характеризують кривину простору-часу, зокрема скаляр Річчі, набувають нескінченних значень. Відомі приклади просторів-часів із майбутніми сингулярностями — де світові лінії закінчуються — це розв’язок Шварцшильда, який описує сингулярність усередині вічної статичної чорної діри, або розв’язок Керра з кільцеподібною сингулярністю усередині вічної обертової чорної діри. Розв’язки Фрідмана — Леметра — Робертсона — Вокера та інші моделі, що описують Всесвіти, мають початкові сингулярності, з яких починаються світові лінії, зокрема сингулярність Великого вибуху, а деякі — і майбутні сингулярності (Велике стискання).
Оскільки всі ці приклади є високо симетричними — а отже, спрощеними — може здаватися, що поява сингулярностей є наслідком ідеалізації. Відомі теореми Пенроуза — Гокінга про сингулярності, доведені методами глобальної геометрії, свідчать про інше: сингулярності є типовою властивістю загальної теорії відносності та неминучі, якщо колапс об’єкта з реалістичними властивостями матерії просунувся за певну межу, а також на початку широкого класу розширюваних Всесвітів. Однак ці теореми мало говорять про властивості сингулярностей, і значна частина сучасних досліджень присвячена опису їхньої типової структури (гіпотетично, наприклад, гіпотеза БКЛ). Гіпотеза космічної цензури стверджує, що всі реалістичні майбутні сингулярності (без ідеальної симетрії, матерія з реалістичними властивостями) надійно приховані за горизонтом і, отже, невидимі для віддалених спостерігачів. Хоча строгого математичного доведення ще немає, чисельне моделювання дає вагомі свідчення на користь її правильності.

### Рівняння еволюції
Кожен розв’язок рівнянь Ейнштейна охоплює всю історію певного Всесвіту — це не просто «знімок» поточного стану, а повний, можливо заповнений матерією, простір-час. Він описує стан матерії та геометрії всюди й у кожен момент часу в цьому Всесвіті. Завдяки своїй загальній коваріантності теорія Ейнштейна сама по собі не є достатньою для визначення часової еволюції тензора метрики. Її потрібно поєднати з умовою на координати, аналогічною до калібрування в інших теоріях поля.
Щоб зрозуміти рівняння Ейнштейна як рівняння з частинними похідними, зручно сформулювати їх так, щоб вони описували розвиток Всесвіту в часі. Це реалізується у «3+1» формулюваннях, де простір-час поділяють на три просторові та одну часову координату. Найвідоміший приклад — формалізм FLV. Такі розклади показують, що рівняння еволюції простору-часу в загальній теорії відносності є коректно поставленими: їхні розв’язки завжди існують і є єдиними, якщо задано відповідні початкові умови. Такі формулювання рівнянь поля Ейнштейна лежать в основі чисельної відносності.

### Глобальні та квазіглобальні величини
Поняття рівнянь еволюції тісно пов’язане з іншим аспектом фізики загальної теорії відносності. У теорії Ейнштейна виявляється неможливим дати загальне визначення такої, на перший погляд, простої величини, як повна маса (або енергія) системи. Головна причина полягає в тому, що гравітаційному полю — як і будь-якому фізичному полю — потрібно приписати певну енергію, але виявляється принципово неможливим локалізувати цю енергію.
Попри це, існують способи визначити повну масу системи — або через уявного «безкінечно віддаленого спостерігача» (маса АДМ), або за допомогою відповідних симетрій (маса Комара). Якщо з повної маси системи виключити енергію, що виноситься у нескінченність гравітаційними хвилями, отримаємо масу Бонді на нульовій нескінченності. Як і в класичній фізиці, можна показати, що ці маси є додатними. Відповідні глобальні визначення існують і для імпульсу та моменту імпульсу. Також існує низка спроб визначити квазіглобальні величини, наприклад масу ізольованої системи, використовуючи лише величини, визначені в межах скінченної області простору, що містить цю систему. Очікується, що таку величину можна буде застосувати для загальних тверджень про ізольовані системи, наприклад для точнішого формулювання гіпотези обруча.

## Сучасний стан
Загальна теорія відносності стала надзвичайно успішною моделлю гравітації та космології, яка дотепер пройшла багато однозначних спостережних і експериментальних перевірок. Втім, є серйозні свідчення того, що ця теорія є неповною. Проблема квантової гравітації та питання реальності сингулярностей простору-часу залишаються відкритими. Спостережні дані, які розглядаються як свідчення існування темної енергії та темної матерії, можуть також вказувати на необхідність модифікацій теорії гравітації, таких як модифікована ньютонівська динаміка.
Навіть у нинішньому вигляді загальна теорія відносності зберігає великий потенціал для подальших досліджень. Математичні релятивісти прагнуть зрозуміти природу сингулярностей та фундаментальні властивості рівнянь Ейнштейна, тоді як чисельні релятивісти виконують дедалі потужніші комп’ютерні моделювання (наприклад, для злиття чорних дір). У лютому 2016 року було оголошено, що 14 вересня 2015 року команда проєкту Advanced LIGO вперше здійснила пряме виявлення гравітаційних хвиль. Через століття після свого створення загальна теорія відносності залишається надзвичайно активною сферою досліджень.

### Україномовна
- Жданов В. І. Вступ до теорії відносності. — К. : ВПЦ "Київський університет", 2008. — 290 с.
- Загальна теорія відносності: випробування часом: Моногр. / Я. С. Яцків, О. М. Александров, І. Б. Вавилова, В. І. Жданов, Ю. М. Кудря; Голов. астрон. обсерваторія. Центр дослідж. наук.-техн. потенціалу та історії науки ім. Г. М. Доброва. Київ. нац. ун-т ім. Т. Шевченка. Астрон. обсерваторія. — К.: ГАО НАН України, 2005. — 287 с. — Бібліогр.: с. 248—281. — ISBN 966-02-3728-6. — укр.

### Іншомовна
- Alpher, R. A.; Herman, R. C. (1948), Evolution of the universe, Nature, 162 (4124): 774—775, Bibcode:1948Natur.162..774A, doi:10.1038/162774b0, S2CID 4113488
- Anderson, J. D.; Campbell, J. K.; Jurgens, R. F.; Lau, E. L. (1992), Recent developments in solar-system tests of general relativity, у Sato, H.; Nakamura, T. (ред.), Proceedings of the Sixth Marcel Grossmann Meeting on General Relativity, World Scientific, с. 353—355, ISBN 978-981-02-0950-6
- Arnold, V. I. (1989), Mathematical Methods of Classical Mechanics, Springer, ISBN 978-3-540-96890-0
- Arnowitt, Richard; Deser, Stanley; Misner, Charles W. (1962), The dynamics of general relativity, у Witten, Louis (ред.), Gravitation: An Introduction to Current Research, Wiley, с. 227—265
- Arun, K.G.; Blanchet, L.; Iyer, B. R.; Qusailah, M. S. S. (2008), Inspiralling compact binaries in quasi-elliptical orbits: The complete 3PN energy flux, Physical Review D, 77 (6): 064035, arXiv:0711.0302, Bibcode:2008PhRvD..77f4035A, doi:10.1103/PhysRevD.77.064035, S2CID 55825202
- Ashby, Neil (2002), Relativity and the Global Positioning System (PDF), Physics Today, 55 (5): 41—47, Bibcode:2002PhT....55e..41A, doi:10.1063/1.1485583
- Ashby, Neil (2003), Relativity in the Global Positioning System, Living Reviews in Relativity, 6 (1) 1, Bibcode:2003LRR.....6....1A, doi:10.12942/lrr-2003-1, PMC 5253894, PMID 28163638
- Ashtekar, Abhay (1986), New variables for classical and quantum gravity, Phys. Rev. Lett., 57 (18): 2244—2247, Bibcode:1986PhRvL..57.2244A, doi:10.1103/PhysRevLett.57.2244, PMID 10033673
- Ashtekar, Abhay (1987), New Hamiltonian formulation of general relativity, Phys. Rev. D, 36 (6): 1587—1602, Bibcode:1987PhRvD..36.1587A, doi:10.1103/PhysRevD.36.1587, PMID 9958340
- Ashtekar, Abhay (2007), Loop Quantum Gravity: Four Recent Advances and a Dozen Frequently Asked Questions, Proceedings of the Eleventh Marcel Grossmann Meeting Meeting on General Relativity, The Eleventh Marcel Grossmann Meeting on Recent Developments in Theoretical and Experimental General Relativity, с. 126, arXiv:0705.2222, Bibcode:2008mgm..conf..126A, doi:10.1142/9789812834300_0008, ISBN 978-981-283-426-3, S2CID 119663169
- Ashtekar, Abhay; Krishnan, Badri (2004), Isolated and Dynamical Horizons and Their Applications, Living Reviews in Relativity, 7 (1): 10, arXiv:gr-qc/0407042, Bibcode:2004LRR.....7...10A, doi:10.12942/lrr-2004-10, PMC 5253930, PMID 28163644
- Ashtekar, Abhay; Lewandowski, Jerzy (2004), Background Independent Quantum Gravity: A Status Report, Class. Quantum Grav., 21 (15): R53—R152, arXiv:gr-qc/0404018, Bibcode:2004CQGra..21R..53A, doi:10.1088/0264-9381/21/15/R01, S2CID 119175535
- Ashtekar, Abhay; Magnon-Ashtekar, Anne (1979), On conserved quantities in general relativity, Journal of Mathematical Physics, 20 (5): 793—800, Bibcode:1979JMP....20..793A, doi:10.1063/1.524151
- Auyang, Sunny Y. (1995), How is Quantum Field Theory Possible?, Oxford University Press, ISBN 978-0-19-509345-2
- Bania, T. M.; Rood, R. T.; Balser, D. S. (2002), The cosmological density of baryons from observations of 3He+ in the Milky Way, Nature, 415 (6867): 54—57, Bibcode:2002Natur.415...54B, doi:10.1038/415054a, PMID 11780112, S2CID 4303625
- Barack, Leor; Cutler, Curt (2004), LISA Capture Sources: Approximate Waveforms, Signal-to-Noise Ratios, and Parameter Estimation Accuracy, Phys. Rev. D, 69 (8): 082005, arXiv:gr-qc/0310125, Bibcode:2004PhRvD..69h2005B, doi:10.1103/PhysRevD.69.082005, S2CID 21565397
- Bardeen, J. M.; Carter, B.; Hawking, S. W. (1973), The Four Laws of Black Hole Mechanics, Comm. Math. Phys., 31 (2): 161—170, Bibcode:1973CMaPh..31..161B, doi:10.1007/BF01645742, S2CID 54690354
- Barish, Barry (2005), Towards detection of gravitational waves, у Florides, P.; Nolan, B.; Ottewil, A. (ред.), General Relativity and Gravitation. Proceedings of the 17th International Conference, World Scientific, с. 24—34, Bibcode:2005grg..conf.....F, ISBN 978-981-256-424-5
- Barstow, M.; Bond, Howard E.; Holberg, J. B.; Burleigh, M. R.; Hubeny, I.; Koester, D. (2005), Hubble Space Telescope Spectroscopy of the Balmer lines in Sirius B, Mon. Not. R. Astron. Soc., 362 (4): 1134—1142, arXiv:astro-ph/0506600, Bibcode:2005MNRAS.362.1134B, doi:10.1111/j.1365-2966.2005.09359.x, S2CID 4607496
- Bartusiak, Marcia (2000), Einstein's Unfinished Symphony: Listening to the Sounds of Space-Time, Berkley, ISBN 978-0-425-18620-6
- Begelman, Mitchell C.; Blandford, Roger D.; Rees, Martin J. (1984), Theory of extragalactic radio sources, Rev. Mod. Phys., 56 (2): 255—351, Bibcode:1984RvMP...56..255B, doi:10.1103/RevModPhys.56.255
- Beig, Robert; Chruściel, Piotr T. (2006), Stationary black holes, у Françoise, J.-P.; Naber, G.; Tsou, T.S. (ред.), Encyclopedia of Mathematical Physics, Volume 2, Elsevier, с. 2041, arXiv:gr-qc/0502041, Bibcode:2005gr.qc.....2041B, ISBN 978-0-12-512660-1
- Bekenstein, Jacob D. (1973), Black Holes and Entropy, Phys. Rev. D, 7 (8): 2333—2346, Bibcode:1973PhRvD...7.2333B, doi:10.1103/PhysRevD.7.2333, S2CID 122636624
- Bekenstein, Jacob D. (1974), Generalized Second Law of Thermodynamics in Black-Hole Physics, Phys. Rev. D, 9 (12): 3292—3300, Bibcode:1974PhRvD...9.3292B, doi:10.1103/PhysRevD.9.3292, S2CID 123043135
- Belinskii, V. A.; Khalatnikov, I. M.; Lifschitz, E. M. (1971), Oscillatory approach to the singular point in relativistic cosmology, Advances in Physics, 19 (80): 525—573, Bibcode:1970AdPhy..19..525B, doi:10.1080/00018737000101171; original paper in Russian: Belinsky, V. A.; Lifshits, I. M.; Khalatnikov, E. M. (1970), Колебательный Режим Приближения К Особой Точке В Релятивистской Космологии, Uspekhi Fizicheskikh Nauk, 102 (11): 463—500, Bibcode:1970UsFiN.102..463B, doi:10.3367/ufnr.0102.197011d.0463
- Bennett, C. L.; Halpern, M.; Hinshaw, G.; Jarosik, N.; Kogut, A.; Limon, M.; Meyer, S. S.; Page, L. та ін. (2003), First Year Wilkinson Microwave Anisotropy Probe (WMAP) Observations: Preliminary Maps and Basic Results, Astrophys. J. Suppl. Ser., 148 (1): 1—27, arXiv:astro-ph/0302207, Bibcode:2003ApJS..148....1B, doi:10.1086/377253, S2CID 115601
- Berger, Beverly K. (2002), Numerical Approaches to Spacetime Singularities, Living Reviews in Relativity, 5 (1) 1, arXiv:gr-qc/0201056, Bibcode:2002LRR.....5....1B, doi:10.12942/lrr-2002-1, PMC 5256073, PMID 28179859
- Bergström, Lars; Goobar, Ariel (2003), Cosmology and Particle Astrophysics (вид. 2nd), Wiley & Sons, ISBN 978-3-540-43128-2
- Bertotti, Bruno; Ciufolini, Ignazio; Bender, Peter L. (1987), New test of general relativity: Measurement of de Sitter geodetic precession rate for lunar perigee, Physical Review Letters, 58 (11): 1062—1065, Bibcode:1987PhRvL..58.1062B, doi:10.1103/PhysRevLett.58.1062, PMID 10034329
- Bertotti, Bruno; Iess, L.; Tortora, P. (2003), A test of general relativity using radio links with the Cassini spacecraft, Nature, 425 (6956): 374—376, Bibcode:2003Natur.425..374B, doi:10.1038/nature01997, PMID 14508481, S2CID 4337125
- Bertschinger, Edmund (1998), Simulations of structure formation in the universe, Annu. Rev. Astron. Astrophys., 36 (1): 599—654, Bibcode:1998ARA&A..36..599B, doi:10.1146/annurev.astro.36.1.599
- Birrell, N. D.; Davies, P. C. (1984), Quantum Fields in Curved Space, Cambridge University Press, ISBN 978-0-521-27858-4
- Blair, David; McNamara, Geoff (1997), Ripples on a Cosmic Sea. The Search for Gravitational Waves, Perseus, ISBN 978-0-7382-0137-5
- Blanchet, L.; Faye, G.; Iyer, B. R.; Sinha, S. (2008), The third post-Newtonian gravitational wave polarisations and associated spherical harmonic modes for inspiralling compact binaries in quasi-circular orbits, Classical and Quantum Gravity, 25 (16): 165003, arXiv:0802.1249, Bibcode:2008CQGra..25p5003B, doi:10.1088/0264-9381/25/16/165003, S2CID 54608927
- Blanchet, Luc (2006), Gravitational Radiation from Post-Newtonian Sources and Inspiralling Compact Binaries, Living Reviews in Relativity, 9 (1) 4, Bibcode:2006LRR.....9....4B, doi:10.12942/lrr-2006-4, PMC 5255899, PMID 28179874
- Blandford, R. D. (1987), Astrophysical Black Holes, у Hawking, Stephen W.; Israel, Werner (ред.), 300 Years of Gravitation, Cambridge University Press, с. 277—329, ISBN 978-0-521-37976-2
- Börner, Gerhard (1993), The Early Universe. Facts and Fiction, Springer, Bibcode:1993euff.book.....B, ISBN 978-0-387-56729-7
- Brandenberger, Robert H. (2008), Conceptual problems of inflationary cosmology and a new approach to cosmological structure formation, у Lemoine, Martin; Martin, Jerome; Peter, Patrick (ред.), Inflationary Cosmology, Lecture Notes in Physics, т. 738, с. 393—424, arXiv:hep-th/0701111, Bibcode:2007LNP...738..393B, doi:10.1007/978-3-540-74353-8_11, ISBN 978-3-540-74352-1, S2CID 18752698
- Brans, C. H.; Dicke, R. H. (1961), Mach's Principle and a Relativistic Theory of Gravitation, Physical Review, 124 (3): 925—935, Bibcode:1961PhRv..124..925B, doi:10.1103/PhysRev.124.925
- Bridle, Sarah L.; Lahav, Ofer; Ostriker, Jeremiah P.; Steinhardt, Paul J. (2003), Precision Cosmology? Not Just Yet, Science, 299 (5612): 1532—1533, arXiv:astro-ph/0303180, Bibcode:2003Sci...299.1532B, doi:10.1126/science.1082158, PMID 12624255, S2CID 119368762
- Bruhat, Yvonne (1962), The Cauchy Problem, у Witten, Louis (ред.), Gravitation: An Introduction to Current Research, Wiley, с. 130, ISBN 978-1-114-29166-9
- Buchert, Thomas (2008), Dark Energy from Structure—A Status Report, General Relativity and Gravitation, 40 (2–3): 467—527, arXiv:0707.2153, Bibcode:2008GReGr..40..467B, doi:10.1007/s10714-007-0554-8, S2CID 17281664
- Buras, R.; Rampp, M.; Janka, H.-Th.; Kifonidis, K. (2003), Improved Models of Stellar Core Collapse and Still no Explosions: What is Missing?, Phys. Rev. Lett., 90 (24): 241101, arXiv:astro-ph/0303171, Bibcode:2003PhRvL..90x1101B, doi:10.1103/PhysRevLett.90.241101, PMID 12857181, S2CID 27632148
- Caldwell, Robert R. (2004), Dark Energy, Physics World, 17 (5): 37—42, doi:10.1088/2058-7058/17/5/36
- Carlip, Steven (2001), Quantum Gravity: a Progress Report, Rep. Prog. Phys., 64 (8): 885—942, arXiv:gr-qc/0108040, Bibcode:2001RPPh...64..885C, doi:10.1088/0034-4885/64/8/301, S2CID 118923209
- Carroll, Bradley W.; Ostlie, Dale A. (1996), An Introduction to Modern Astrophysics, Addison-Wesley, Bibcode:1996ima..book.....C, ISBN 978-0-201-54730-6
- Carroll, Sean M. (2001), The Cosmological Constant, Living Reviews in Relativity, 4 (1) 1, arXiv:astro-ph/0004075, Bibcode:2001LRR.....4....1C, doi:10.12942/lrr-2001-1, PMC 5256042, PMID 28179856
- Carter, Brandon (1979), The general theory of the mechanical, electromagnetic and thermodynamic properties of black holes, у Hawking, S. W.; Israel, W. (ред.), General Relativity, an Einstein Centenary Survey, Cambridge University Press, с. 294–369 and 860–863, ISBN 978-0-521-29928-2
- Celotti, Annalisa; Miller, John C.; Sciama, Dennis W. (1999), Astrophysical evidence for the existence of black holes, Class. Quantum Grav., 16 (12A): A3—A21, arXiv:astro-ph/9912186, Bibcode:1999CQGra..16A...3C, doi:10.1088/0264-9381/16/12A/301, S2CID 17677758
- Chandrasekhar, Subrahmanyan (1983), The Mathematical Theory of Black Holes, New York: Oxford University Press, ISBN 978-0-19-850370-5
- Chandrasekhar, Subrahmanyan (1984), The general theory of relativity – Why 'It is probably the most beautiful of all existing theories', Journal of Astrophysics and Astronomy, 5 (1): 3—11, Bibcode:1984JApA....5....3C, doi:10.1007/BF02714967, S2CID 120910934
- Charbonnel, C.; Primas, F. (2005), The Lithium Content of the Galactic Halo Stars, Astronomy & Astrophysics, 442 (3): 961—992, arXiv:astro-ph/0505247, Bibcode:2005A&A...442..961C, doi:10.1051/0004-6361:20042491, S2CID 119340132
- Ciufolini, Ignazio; Pavlis, Erricos C. (2004), A confirmation of the general relativistic prediction of the Lense–Thirring effect, Nature, 431 (7011): 958—960, Bibcode:2004Natur.431..958C, doi:10.1038/nature03007, PMID 15496915, S2CID 4423434
- Ciufolini, Ignazio; Pavlis, Erricos C.; Peron, R. (2006), Determination of frame-dragging using Earth gravity models from CHAMP and GRACE, New Astron., 11 (8): 527—550, Bibcode:2006NewA...11..527C, doi:10.1016/j.newast.2006.02.001
- Coc, A.; Vangioni-Flam, Elisabeth; Descouvemont, Pierre; Adahchour, Abderrahim; Angulo, Carmen (2004), Updated Big Bang Nucleosynthesis confronted to WMAP observations and to the Abundance of Light Elements, Astrophysical Journal, 600 (2): 544—552, arXiv:astro-ph/0309480, Bibcode:2004ApJ...600..544C, doi:10.1086/380121, S2CID 16276658
- Cutler, Curt; Thorne, Kip S. (2002), An overview of gravitational wave sources, у Bishop, Nigel; Maharaj, Sunil D. (ред.), Proceedings of 16th International Conference on General Relativity and Gravitation (GR16), World Scientific, с. 4090, arXiv:gr-qc/0204090, Bibcode:2002gr.qc.....4090C, ISBN 978-981-238-171-2
- Dalal, Neal; Holz, Daniel E.; Hughes, Scott A.; Jain, Bhuvnesh (2006), Short GRB and binary black hole standard sirens as a probe of dark energy, Phys. Rev. D, 74 (6): 063006, arXiv:astro-ph/0601275, Bibcode:2006PhRvD..74f3006D, doi:10.1103/PhysRevD.74.063006, S2CID 10008243
- Danzmann, Karsten; Rüdiger, Albrecht (2003), LISA Technology—Concepts, Status, Prospects (PDF), Class. Quantum Grav., 20 (10): S1—S9, Bibcode:2003CQGra..20S...1D, doi:10.1088/0264-9381/20/10/301, hdl:11858/00-001M-0000-0013-5233-E, S2CID 250836327, архів оригіналу (PDF) за 26 вересня 2007
- Donoghue, John F. (1995), Introduction to the Effective Field Theory Description of Gravity, у Cornet, Fernando (ред.), Effective Theories: Proceedings of the Advanced School, Almunecar, Spain, 26 June–1 July 1995, Singapore: World Scientific, с. 12024, arXiv:gr-qc/9512024, Bibcode:1995gr.qc....12024D, ISBN 978-981-02-2908-5
- Dediu, Adrian-Horia; Magdalena, Luis; Martín-Vide, Carlos, ред. (2015). Theory and Practice of Natural Computing: Fourth International Conference, TPNC 2015, Mieres, Spain, December 15–16, 2015. Proceedings. Springer. ISBN 978-3-319-26841-5.
- Duff, Michael (1996), M-Theory (the Theory Formerly Known as Strings), Int. J. Mod. Phys. A, 11 (32): 5623—5641, arXiv:hep-th/9608117, Bibcode:1996IJMPA..11.5623D, doi:10.1142/S0217751X96002583, S2CID 17432791
- Ehlers, Jürgen (1973), Survey of general relativity theory, у Israel, Werner (ред.), Relativity, Astrophysics and Cosmology, D. Reidel, с. 1—125, ISBN 978-90-277-0369-9
- Ehlers, Jürgen; Falco, Emilio E.; Schneider, Peter (1992), Gravitational lenses, Springer, ISBN 978-3-540-66506-9
- Ehlers, Jürgen; Lämmerzahl, Claus, ред. (2006), Special Relativity—Will it Survive the Next 101 Years?, Springer, ISBN 978-3-540-34522-0
- Ehlers, Jürgen; Rindler, Wolfgang (1997), Local and Global Light Bending in Einstein's and other Gravitational Theories, General Relativity and Gravitation, 29 (4): 519—529, Bibcode:1997GReGr..29..519E, doi:10.1023/A:1018843001842, hdl:11858/00-001M-0000-0013-5AB5-4, S2CID 118162303
- Einstein, Albert (1907), Über das Relativitätsprinzip und die aus demselben gezogene Folgerungen, Jahrbuch der Radioaktivität und Elektronik, 4: 411 See also English translation at Einstein Papers Project

- Einstein, Albert (1915), Die Feldgleichungen der Gravitation, Sitzungsberichte der Preussischen Akademie der Wissenschaften zu Berlin: 844—847, Bibcode:1915SPAW.......844E See also English translation at Einstein Papers Project
- Einstein, Albert (1917), Kosmologische Betrachtungen zur allgemeinen Relativitätstheorie, Sitzungsberichte der Preußischen Akademie der Wissenschaften: 142, Bibcode:1917SPAW.......142E See also English translation at Einstein Papers Project
- Ellis, George F R; Van Elst, Henk (1999), Cosmological Models, у Lachièze-Rey, Marc (ред.), Theoretical and Observational Cosmology, т. 541, с. 1—116, arXiv:gr-qc/9812046, Bibcode:1999ASIC..541....1E, doi:10.1007/978-94-011-4455-1_1, ISBN 978-0-7923-5946-3, S2CID 122994560
- Engler, Gideon (2002), Einstein and the most beautiful theories in physics, International Studies in the Philosophy of Science, 16 (1): 27—37, doi:10.1080/02698590120118800, S2CID 120160056
- Everitt, C. W. F.; Buchman, S.; DeBra, D. B.; Keiser, G. M. (2001), Gravity Probe B: Countdown to launch, у Lämmerzahl, C.; Everitt, C. W. F.; Hehl, F. W. (ред.), Gyros, Clocks, and Interferometers: Testing Relativistic Gravity in Space (Lecture Notes in Physics 562), Springer, с. 52—82, ISBN 978-3-540-41236-6
- Everitt, C. W. F.; Parkinson, Bradford; Kahn, Bob (2007), The Gravity Probe B experiment. Post Flight Analysis—Final Report (Preface and Executive Summary) (PDF), Project Report: NASA, Stanford University and Lockheed Martin, архів (PDF) оригіналу за 9 червня 2007, процитовано 5 серпня 2007
- Falcke, Heino; Melia, Fulvio; Agol, Eric (2000), Viewing the Shadow of the Black Hole at the Galactic Center, Astrophysical Journal, 528 (1): L13—L16, arXiv:astro-ph/9912263, Bibcode:2000ApJ...528L..13F, doi:10.1086/312423, PMID 10587484, S2CID 119433133
- Font, José A. (2003), Numerical Hydrodynamics in General Relativity, Living Reviews in Relativity, 6 (1) 4, Bibcode:2003LRR.....6....4F, doi:10.12942/lrr-2003-4, PMC 5660627, PMID 29104452
- Fourès-Bruhat, Yvonne (1952), Théoréme d'existence pour certains systémes d'équations aux derivées partielles non linéaires, Acta Mathematica, 88 (1): 141—225, Bibcode:1952AcMa...88..141F, doi:10.1007/BF02392131
- Frauendiener, Jörg (2004), Conformal Infinity, Living Reviews in Relativity, 7 (1) 1, Bibcode:2004LRR.....7....1F, doi:10.12942/lrr-2004-1, PMC 5256109, PMID 28179863
- Friedrich, Helmut (2005), Is general relativity 'essentially understood'?, Annalen der Physik, 15 (1–2): 84—108, arXiv:gr-qc/0508016, Bibcode:2006AnP...518...84F, doi:10.1002/andp.200510173, S2CID 37236624
- Futamase, T.; Itoh, Y. (2006), The Post-Newtonian Approximation for Relativistic Compact Binaries, Living Reviews in Relativity, 10 (1): 2, Bibcode:2007LRR....10....2F, doi:10.12942/lrr-2007-2, PMC 5255906, PMID 28179819
- Gamow, George (1970), My World Line, Viking Press, ISBN 978-0-670-50376-6
- Garfinkle, David (2007), Of singularities and breadmaking, Einstein Online, Max Planck Institute for Gravitational Physics, архів оригіналу за 10 серпня 2007, процитовано 3 серпня 2007
- Geroch, Robert (1996). Partial Differential Equations of Physics. General Relativity: 19. arXiv:gr-qc/9602055. Bibcode:1996gere.conf...19G.
- Giulini, Domenico (2005), Special Relativity: A First Encounter, Oxford University Press, ISBN 978-0-19-856746-2
- Giulini, Domenico (2006), Algebraic and Geometric Structures in Special Relativity, у Ehlers, Jürgen; Lämmerzahl, Claus (ред.), Special Relativity—Will it Survive the Next 101 Years?, Lecture Notes in Physics, т. 702, с. 45—111, arXiv:math-ph/0602018, Bibcode:2006math.ph...2018G, doi:10.1007/3-540-34523-X_4, ISBN 978-3-540-34522-0, S2CID 15948765
- Giulini, Domenico (2007), Remarks on the Notions of General Covariance and Background Independence, у Stamatescu, I. O. (ред.), Approaches to Fundamental Physics, Lecture Notes in Physics, т. 721, с. 105—120, arXiv:gr-qc/0603087, Bibcode:2007LNP...721..105G, doi:10.1007/978-3-540-71117-9_6, ISBN 978-3-540-71115-5, S2CID 14772226
- Gnedin, Nickolay Y. (2005), Digitizing the Universe, Nature, 435 (7042): 572—573, Bibcode:2005Natur.435..572G, doi:10.1038/435572a, PMID 15931201, S2CID 3023436
- Goenner, Hubert F. M. (2004), On the History of Unified Field Theories, Living Reviews in Relativity, 7 (1) 2, Bibcode:2004LRR.....7....2G, doi:10.12942/lrr-2004-2, PMC 5256024, PMID 28179864
- Goroff, Marc H.; Sagnotti, Augusto (1985), Quantum gravity at two loops, Phys. Lett., 160B (1–3): 81—86, Bibcode:1985PhLB..160...81G, doi:10.1016/0370-2693(85)91470-4
- Gourgoulhon, Eric (2007). 3+1 Formalism and Bases of Numerical Relativity. arXiv:gr-qc/0703035.
- Gowdy, Robert H. (1971), Gravitational Waves in Closed Universes, Phys. Rev. Lett., 27 (12): 826—829, Bibcode:1971PhRvL..27..826G, doi:10.1103/PhysRevLett.27.826
- Gowdy, Robert H. (1974), Vacuum spacetimes with two-parameter spacelike isometry groups and compact invariant hypersurfaces: Topologies and boundary conditions, Annals of Physics, 83 (1): 203—241, Bibcode:1974AnPhy..83..203G, doi:10.1016/0003-4916(74)90384-4
- Green, M. B.; Schwarz, J. H.; Witten, E. (1987), Superstring theory. Volume 1: Introduction, Cambridge University Press, ISBN 978-0-521-35752-4
- Greenstein, J. L.; Oke, J. B.; Shipman, H. L. (1971), Effective Temperature, Radius, and Gravitational Redshift of Sirius B, Astrophysical Journal, 169: 563, Bibcode:1971ApJ...169..563G, doi:10.1086/151174
- Hamber, Herbert W. (2009), Hamber, Herbert W (ред.), Quantum Gravitation – The Feynman Path Integral Approach, Springer Publishing, doi:10.1007/978-3-540-85293-3, hdl:11858/00-001M-0000-0013-471D-A, ISBN 978-3-540-85292-6
- Gödel, Kurt (1949). An Example of a New Type of Cosmological Solution of Einstein's Field Equations of Gravitation. Rev. Mod. Phys. 21 (3): 447—450. Bibcode:1949RvMP...21..447G. doi:10.1103/RevModPhys.21.447.
- Hafele, J. C.; Keating, R. E. (14 липня 1972). Around-the-World Atomic Clocks: Predicted Relativistic Time Gains. Science. 177 (4044): 166—168. Bibcode:1972Sci...177..166H. doi:10.1126/science.177.4044.166. PMID 17779917. S2CID 10067969.
- Hafele, J. C.; Keating, R. E. (14 липня 1972). Around-the-World Atomic Clocks: Observed Relativistic Time Gains. Science. 177 (4044): 168—170. Bibcode:1972Sci...177..168H. doi:10.1126/science.177.4044.168. PMID 17779918. S2CID 37376002.
- Havas, P. (1964), Four-Dimensional Formulation of Newtonian Mechanics and Their Relation to the Special and the General Theory of Relativity, Rev. Mod. Phys., 36 (4): 938—965, Bibcode:1964RvMP...36..938H, doi:10.1103/RevModPhys.36.938
- Hawking, Stephen W. (1966), The occurrence of singularities in cosmology, Proceedings of the Royal Society of London. Series A. Mathematical and Physical Sciences, 294 (1439): 511—521, Bibcode:1966RSPSA.294..511H, doi:10.1098/rspa.1966.0221, JSTOR 2415489, S2CID 120730123
- Hawking, S. W. (1975), Particle Creation by Black Holes, Communications in Mathematical Physics, 43 (3): 199—220, Bibcode:1975CMaPh..43..199H, doi:10.1007/BF02345020, S2CID 55539246
- Hawking, Stephen W. (1987), Quantum cosmology, у Hawking, Stephen W.; Israel, Werner (ред.), 300 Years of Gravitation, Cambridge University Press, с. 631—651, ISBN 978-0-521-37976-2
- Hawking, Stephen W.; Ellis, George F. R. (1973), The large scale structure of space-time, Cambridge University Press, ISBN 978-0-521-09906-6
- Heckmann, O. H. L.; Schücking, E. (1959), Newtonsche und Einsteinsche Kosmologie, у Flügge, S. (ред.), Encyclopedia of Physics, т. 53, с. 489
- Heusler, Markus (1998), Stationary Black Holes: Uniqueness and Beyond, Living Reviews in Relativity, 1 (1) 6, Bibcode:1998LRR.....1....6H, doi:10.12942/lrr-1998-6, PMC 5567259, PMID 28937184
- Heusler, Markus (1996), Black Hole Uniqueness Theorems, Cambridge Lecture Notes in Physics, Cambridge University Press, 6, Bibcode:1996CLNP....6.....H, ISBN 978-0-521-56735-0
- Hey, Tony; Walters, Patrick (2003), The new quantum universe, Cambridge University Press, Bibcode:2003nqu..book.....H, ISBN 978-0-521-56457-1
- Hough, Jim; Rowan, Sheila (2000), Gravitational Wave Detection by Interferometry (Ground and Space), Living Reviews in Relativity, 3 (1): 3, Bibcode:2000LRR.....3....3R, doi:10.12942/lrr-2000-3, PMC 5255574, PMID 28179855
- Hubble, Edwin (1929), A Relation between Distance and Radial Velocity among Extra-Galactic Nebulae, Proc. Natl. Acad. Sci., 15 (3): 168—173, Bibcode:1929PNAS...15..168H, doi:10.1073/pnas.15.3.168, PMC 522427, PMID 16577160
- Hulse, Russell A.; Taylor, Joseph H. (1975), Discovery of a pulsar in a binary system, Astrophys. J., 195: L51—L55, Bibcode:1975ApJ...195L..51H, doi:10.1086/181708
- Ibanez, L. E. (2000), The second string (phenomenology) revolution, Class. Quantum Grav., 17 (5): 1117—1128, arXiv:hep-ph/9911499, Bibcode:2000CQGra..17.1117I, doi:10.1088/0264-9381/17/5/321, S2CID 15707877
- Iorio, L. (2006), A note on the evidence of the gravitomagnetic field of Mars, Classical and Quantum Gravity, 23 (17): 5451—5454, arXiv:gr-qc/0606092, Bibcode:2006CQGra..23.5451I, doi:10.1088/0264-9381/23/17/N01, S2CID 118233440
- Iorio, L. (2009), An Assessment of the Systematic Uncertainty in Present and Future Tests of the Lense–Thirring Effect with Satellite Laser Ranging, Space Sci. Rev., 148 (1–4): 363—381, arXiv:0809.1373, Bibcode:2009SSRv..148..363I, doi:10.1007/s11214-008-9478-1, S2CID 15698399
- Iorio, L. (2010), On the Lense–Thirring test with the Mars Global Surveyor in the gravitational field of Mars, Central European Journal of Physics, 8 (3): 509—513, arXiv:gr-qc/0701146, Bibcode:2010CEJPh...8..509I, doi:10.2478/s11534-009-0117-6, S2CID 16052420
- Isham, Christopher J. (1994), Prima facie questions in quantum gravity, у Ehlers, Jürgen; Friedrich, Helmut (ред.), Canonical Gravity: From Classical to Quantum, Lecture Notes in Physics, т. 434, Springer, Bibcode:1994LNP...434.....E, doi:10.1007/3540583394, ISBN 978-3-540-58339-4
- Israel, Werner (1971), Event Horizons and Gravitational Collapse, General Relativity and Gravitation, 2 (1): 53—59, Bibcode:1971GReGr...2...53I, doi:10.1007/BF02450518, S2CID 119645546
- Israel, Werner (1987), Dark stars: the evolution of an idea, у Hawking, Stephen W.; Israel, Werner (ред.), 300 Years of Gravitation, Cambridge University Press, с. 199—276, ISBN 978-0-521-37976-2
- Janssen, Michel (2005), Of pots and holes: Einstein's bumpy road to general relativity, Annalen der Physik, 14 (S1): 58—85, Bibcode:2005AnP...517S..58J, doi:10.1002/andp.200410130, S2CID 10641693, архів оригіналу (PDF) за 25 серпня 2020, процитовано 28 серпня 2010
- Jaranowski, Piotr; Królak, Andrzej (2005), Gravitational-Wave Data Analysis. Formalism and Sample Applications: The Gaussian Case, Living Reviews in Relativity, 8 (1): 3, Bibcode:2005LRR.....8....3J, doi:10.12942/lrr-2005-3, PMC 5253919, PMID 28163647
- Kahn, Bob (1996–2012), Gravity Probe B Website, Stanford University, процитовано 20 квітня 2012
- Kahn, Bob (14 квітня 2007), Was Einstein right? Scientists provide first public peek at Gravity Probe B results (Stanford University Press Release) (PDF), Stanford University News Service, архів (PDF) оригіналу за 23 квітня 2007
- Kamionkowski, Marc; Kosowsky, Arthur; Stebbins, Albert (1997), Statistics of Cosmic Microwave Background Polarization, Phys. Rev. D, 55 (12): 7368—7388, arXiv:astro-ph/9611125, Bibcode:1997PhRvD..55.7368K, doi:10.1103/PhysRevD.55.7368, S2CID 14018215
- Kennefick, Daniel (2005), Astronomers Test General Relativity: Light-bending and the Solar Redshift, у Renn, Jürgen (ред.), One hundred authors for Einstein, Wiley-VCH, с. 178—181, ISBN 978-3-527-40574-9
- Kennefick, Daniel (2007), Not Only Because of Theory: Dyson, Eddington and the Competing Myths of the 1919 Eclipse Expedition, Proceedings of the 7th Conference on the History of General Relativity, Tenerife, 2005, т. 0709, с. 685, arXiv:0709.0685, Bibcode:2007arXiv0709.0685K, doi:10.1016/j.shpsa.2012.07.010, S2CID 119203172
- Kenyon, I. R. (1990), General Relativity, Oxford University Press, ISBN 978-0-19-851996-6
- Kochanek, C.S.; Falco, E.E.; Impey, C.; Lehar, J. (2007), CASTLES Survey Website, Harvard-Smithsonian Center for Astrophysics, процитовано 21 серпня 2007
- Komar, Arthur (1959), Covariant Conservation Laws in General Relativity, Phys. Rev., 113 (3): 934—936, Bibcode:1959PhRv..113..934K, doi:10.1103/PhysRev.113.934
- Kramer, Michael (2004). Millisecond Pulsarsas Tools of Fundamental Physics. У Karshenboim, S. G.; Peik, E. (ред.). Astrophysics, Clocks and Fundamental Constants. Lecture Notes in Physics. Т. 648. с. 33—54. arXiv:astro-ph/0405178. Bibcode:2004LNP...648...33K. doi:10.1007/978-3-540-40991-5_3. ISBN 978-3-540-21967-5.
- Kramer, M.; Stairs, I. H.; Manchester, R. N.; McLaughlin, M. A.; Lyne, A. G.; Ferdman, R. D.; Burgay, M.; Lorimer, D. R. та ін. (2006), Tests of general relativity from timing the double pulsar, Science, 314 (5796): 97—102, arXiv:astro-ph/0609417, Bibcode:2006Sci...314...97K, doi:10.1126/science.1132305, PMID 16973838, S2CID 6674714
- Kraus, Ute (1998), Light Deflection Near Neutron Stars, Relativistic Astrophysics, Vieweg, с. 66—81, ISBN 978-3-528-06909-4
- Kuchař, Karel (1973), Canonical Quantization of Gravity, у Israel, Werner (ред.), Relativity, Astrophysics and Cosmology, D. Reidel, с. 237—288, ISBN 978-90-277-0369-9
- Künzle, H. P. (1972), Galilei and Lorentz Structures on spacetime: comparison of the corresponding geometry and physics, Annales de l'Institut Henri Poincaré A, 17: 337—362
- Lahav, Ofer; Suto, Yasushi (2004), Measuring our Universe from Galaxy Redshift Surveys, Living Reviews in Relativity, 7 (1): 8, arXiv:astro-ph/0310642, Bibcode:2004LRR.....7....8L, doi:10.12942/lrr-2004-8, PMC 5253994, PMID 28163643
- Landau, L. D.; Lifshitz, E. M. (1975), The Classical Theory of Fields, v. 2, Elsevier Science, Ltd., ISBN 978-0-08-018176-9
- Lehner, Luis (2001), Numerical Relativity: A review, Class. Quantum Grav., 18 (17): R25—R86, arXiv:gr-qc/0106072, Bibcode:2001CQGra..18R..25L, doi:10.1088/0264-9381/18/17/202, S2CID 9715975
- Lehner, Luis (2002). Numerical Relativity: Status and Prospects. У Nigel T. Bishop; Sunil D. Maharaj (ред.). General Relativity and Gravitation. General Relativity and Gravitation: Proceedings of the 16th International Conference, Durban, South Africa, 15–21 July 2001. с. 210. arXiv:gr-qc/0202055. Bibcode:2002grg..conf..210L. doi:10.1142/9789812776556_0010. ISBN 978-981-238-171-2. S2CID 9145148.
- Linde, Andrei (2005), Particle Physics and Inflationary Cosmology, Contemporary Concepts in Physics, т. 5, с. 1—362, arXiv:hep-th/0503203, Bibcode:2005hep.th....3203L, ISBN 978-3-7186-0489-0
- Linde, Andrei (2006), Towards inflation in string theory, J. Phys. Conf. Ser., 24 (1): 151—160, arXiv:hep-th/0503195, Bibcode:2005JPhCS..24..151L, doi:10.1088/1742-6596/24/1/018, S2CID 250677699
- Loll, Renate (1998), Discrete Approaches to Quantum Gravity in Four Dimensions, Living Reviews in Relativity, 1 (1) 13, arXiv:gr-qc/9805049, Bibcode:1998LRR.....1...13L, doi:10.12942/lrr-1998-13, PMC 5253799, PMID 28191826
- Lovelock, David (1972), The Four-Dimensionality of Space and the Einstein Tensor, J. Math. Phys., 13 (6): 874—876, Bibcode:1972JMP....13..874L, doi:10.1063/1.1666069
- MacCallum, M. (2006), Finding and using exact solutions of the Einstein equations, у Mornas, L.; Alonso, J. D. (ред.), AIP Conference Proceedings (A Century of Relativity Physics: ERE05, the XXVIII Spanish Relativity Meeting), т. 841, с. 129—143, arXiv:gr-qc/0601102, Bibcode:2006AIPC..841..129M, doi:10.1063/1.2218172, S2CID 13096531
- Maddox, John (1998), What Remains To Be Discovered, Macmillan, ISBN 978-0-684-82292-1
- Mannheim, Philip D. (2006), Alternatives to Dark Matter and Dark Energy, Prog. Part. Nucl. Phys., 56 (2): 340—445, arXiv:astro-ph/0505266, Bibcode:2006PrPNP..56..340M, doi:10.1016/j.ppnp.2005.08.001, S2CID 14024934
- Mather, J. C.; Cheng, E. S.; Cottingham, D. A.; Eplee, R. E.; Fixsen, D. J.; Hewagama, T.; Isaacman, R. B.; Jensen, K. A. та ін. (1994), Measurement of the cosmic microwave spectrum by the COBE FIRAS instrument, Astrophysical Journal, 420: 439—444, Bibcode:1994ApJ...420..439M, doi:10.1086/173574
- Mermin, N. David (2005), It's About Time. Understanding Einstein's Relativity, Princeton University Press, Bibcode:2005iatu.book.....M, ISBN 978-0-691-12201-4
- Messiah, Albert (1999), Quantum Mechanics, Dover Publications, ISBN 978-0-486-40924-5
- Miller, Cole (2002), Stellar Structure and Evolution (Lecture notes for Astronomy 606), University of Maryland, процитовано 25 липня 2007
- Misner, Charles W.; Thorne, Kip. S.; Wheeler, John A. (1973), Gravitation, W. H. Freeman, ISBN 978-0-7167-0344-0
- Narayan, Ramesh (2006), Black holes in astrophysics, New Journal of Physics, 7 (1): 199, arXiv:gr-qc/0506078, Bibcode:2005NJPh....7..199N, doi:10.1088/1367-2630/7/1/199, S2CID 17986323
- Narayan, Ramesh; Bartelmann, Matthias (1997). Lectures on Gravitational Lensing. arXiv:astro-ph/9606001.
- Narlikar, Jayant V. (1993), Introduction to Cosmology, Cambridge University Press, ISBN 978-0-521-41250-6
- Nordström, Gunnar (1918), On the Energy of the Gravitational Field in Einstein's Theory, Verhandl. Koninkl. Ned. Akad. Wetenschap., 26: 1238—1245, Bibcode:1918KNAB...20.1238N
- Nordtvedt, Kenneth (2003). Lunar Laser Ranging—a comprehensive probe of post-Newtonian gravity. arXiv:gr-qc/0301024.
- Norton, John D. (1985), What was Einstein's principle of equivalence? (PDF), Studies in History and Philosophy of Science, 16 (3): 203—246, Bibcode:1985SHPSA..16..203N, doi:10.1016/0039-3681(85)90002-0, архів (PDF) оригіналу за 22 вересня 2006, процитовано 11 червня 2007
- Ohanian, Hans C.; Ruffini, Remo (1994), Gravitation and Spacetime, W. W. Norton & Company, ISBN 978-0-393-96501-8
- Olive, K. A.; Skillman, E. A. (2004), A Realistic Determination of the Error on the Primordial Helium Abundance, Astrophysical Journal, 617 (1): 29—49, arXiv:astro-ph/0405588, Bibcode:2004ApJ...617...29O, doi:10.1086/425170, S2CID 15187664
- O'Meara, John M.; Tytler, David; Kirkman, David; Suzuki, Nao; Prochaska, Jason X.; Lubin, Dan; Wolfe, Arthur M. (2001), The Deuterium to Hydrogen Abundance Ratio Towards a Fourth QSO: HS0105+1619, Astrophysical Journal, 552 (2): 718—730, arXiv:astro-ph/0011179, Bibcode:2001ApJ...552..718O, doi:10.1086/320579, S2CID 14164537
- Oppenheimer, J. Robert; Snyder, H. (1939), On continued gravitational contraction, Physical Review, 56 (5): 455—459, Bibcode:1939PhRv...56..455O, doi:10.1103/PhysRev.56.455
- Overbye, Dennis (1999), Lonely Hearts of the Cosmos: the story of the scientific quest for the secret of the Universe, Back Bay, ISBN 978-0-316-64896-7
- Pais, Abraham (1982), 'Subtle is the Lord ...' The Science and life of Albert Einstein, Oxford University Press, ISBN 978-0-19-853907-0
- Peacock, John A. (1999), Cosmological Physics, Cambridge University Press, ISBN 978-0-521-41072-4
- Peebles, P. J. E. (1966), Primordial Helium abundance and primordial fireball II, Astrophysical Journal, 146: 542—552, Bibcode:1966ApJ...146..542P, doi:10.1086/148918
- Peebles, P. J. E. (1993), Principles of physical cosmology, Princeton University Press, ISBN 978-0-691-01933-8
- Peebles, P.J.E.; Schramm, D.N.; Turner, E.L.; Kron, R.G. (1991), The case for the relativistic hot Big Bang cosmology, Nature, 352 (6338): 769—776, Bibcode:1991Natur.352..769P, doi:10.1038/352769a0, S2CID 4337502
- Penrose, Roger (1965), Gravitational collapse and spacetime singularities, Physical Review Letters, 14 (3): 57—59, Bibcode:1965PhRvL..14...57P, doi:10.1103/PhysRevLett.14.57
- Penrose, Roger (1969), Gravitational collapse: the role of general relativity, Rivista del Nuovo Cimento, 1: 252—276, Bibcode:1969NCimR...1..252P
- Penrose, Roger (2004), The Road to Reality, A. A. Knopf, ISBN 978-0-679-45443-4
- Penzias, A. A.; Wilson, R. W. (1965), A measurement of excess antenna temperature at 4080 Mc/s, Astrophysical Journal, 142: 419—421, Bibcode:1965ApJ...142..419P, doi:10.1086/148307
- Peskin, Michael E.; Schroeder, Daniel V. (1995), An Introduction to Quantum Field Theory, Addison-Wesley, ISBN 978-0-201-50397-5
- Peskin, Michael E. (2007), Dark Matter and Particle Physics, Journal of the Physical Society of Japan, 76 (11): 111017, arXiv:0707.1536, Bibcode:2007JPSJ...76k1017P, doi:10.1143/JPSJ.76.111017, S2CID 16276112
- Poincaré, M. H. (1905), Sur la dynamique de l'électron, Comptes rendus hebdomadaires des séances de l'Académie des sciences, 140: 1504—1508
- Poisson, Eric (27 May 2004a). The Motion of Point Particles in Curved Spacetime. Living Reviews in Relativity. 7 (1) 6. arXiv:gr-qc/0306052. Bibcode:2004LRR.....7....6P. doi:10.12942/lrr-2004-6. PMC 5256043. PMID 28179866.
- Poisson, Eric (2004), A Relativist's Toolkit. The Mathematics of Black-Hole Mechanics, Cambridge University Press, Bibcode:2004rtmb.book.....P, ISBN 978-0-521-83091-1
- Polchinski, Joseph (1998a), String Theory Vol. I: An Introduction to the Bosonic String, Cambridge University Press, ISBN 978-0-521-63303-1
- Polchinski, Joseph (1998b), String Theory Vol. II: Superstring Theory and Beyond, Cambridge University Press, ISBN 978-0-521-63304-8
- Pound, R. V.; Rebka, G. A. (1959), Gravitational Red-Shift in Nuclear Resonance, Physical Review Letters, 3 (9): 439—441, Bibcode:1959PhRvL...3..439P, doi:10.1103/PhysRevLett.3.439
- Pound, R. V.; Rebka, G. A. (1960), Apparent weight of photons, Phys. Rev. Lett., 4 (7): 337—341, Bibcode:1960PhRvL...4..337P, doi:10.1103/PhysRevLett.4.337
- Pound, R. V.; Snider, J. L. (1964), Effect of Gravity on Nuclear Resonance, Phys. Rev. Lett., 13 (18): 539—540, Bibcode:1964PhRvL..13..539P, doi:10.1103/PhysRevLett.13.539
- Ramond, Pierre (1990), Field Theory: A Modern Primer, Addison-Wesley, ISBN 978-0-201-54611-8
- Rees, Martin (1966), Appearance of Relativistically Expanding Radio Sources, Nature, 211 (5048): 468—470, Bibcode:1966Natur.211..468R, doi:10.1038/211468a0, S2CID 41065207
- Reissner, H. (1916), Über die Eigengravitation des elektrischen Feldes nach der Einsteinschen Theorie, Annalen der Physik, 355 (9): 106—120, Bibcode:1916AnP...355..106R, doi:10.1002/andp.19163550905
- Remillard, Ronald A.; Lin, Dacheng; Cooper, Randall L.; Narayan, Ramesh (2006), The Rates of Type I X-Ray Bursts from Transients Observed with RXTE: Evidence for Black Hole Event Horizons, Astrophysical Journal, 646 (1): 407—419, arXiv:astro-ph/0509758, Bibcode:2006ApJ...646..407R, doi:10.1086/504862, S2CID 14949527
- Renn, Jürgen, ред. (2007), The Genesis of General Relativity (4 Volumes), Dordrecht: Springer, ISBN 978-1-4020-3999-7
- Renn, Jürgen, ред. (2005), Albert Einstein—Chief Engineer of the Universe: Einstein's Life and Work in Context, Berlin: Wiley-VCH, ISBN 978-3-527-40571-8
- Reula, Oscar A. (1998), Hyperbolic Methods for Einstein's Equations, Living Reviews in Relativity, 1 (1) 3, Bibcode:1998LRR.....1....3R, doi:10.12942/lrr-1998-3, PMC 5253804, PMID 28191833
- Rindler, Wolfgang (2001), Relativity. Special, General and Cosmological, Oxford University Press, Bibcode:2001rsgc.book.....R, ISBN 978-0-19-850836-6
- Rindler, Wolfgang (1991), Introduction to Special Relativity, Clarendon Press, Oxford, ISBN 978-0-19-853952-0
- Robson, Ian (1996), Active galactic nuclei, John Wiley, ISBN 978-0-471-95853-6
- Roulet, E.; Mollerach, S. (1997), Microlensing, Physics Reports, 279 (2): 67—118, arXiv:astro-ph/9603119, Bibcode:1997PhR...279...67R, doi:10.1016/S0370-1573(96)00020-8, S2CID 262685723
- Rovelli, Carlo, ред. (2015), General Relativity: The most beautiful of theories (de Gruyter Studies in Mathematical Physics), Boston: Walter de Gruyter GmbH, ISBN 978-3-11-034042-6
- Rovelli, Carlo (2000). Notes for a brief history of quantum gravity. arXiv:gr-qc/0006061.
- Rovelli, Carlo (1998), Loop Quantum Gravity, Living Reviews in Relativity, 1 (1) 1, arXiv:gr-qc/9710008, Bibcode:1998LRR.....1....1R, CiteSeerX 10.1.1.90.7036, doi:10.12942/lrr-1998-1, PMC 5567241, PMID 28937180
- Schäfer, Gerhard (2004), Gravitomagnetic Effects, General Relativity and Gravitation, 36 (10): 2223—2235, arXiv:gr-qc/0407116, Bibcode:2004GReGr..36.2223S, doi:10.1023/B:GERG.0000046180.97877.32, S2CID 14255129
- Schödel, R.; Ott, T.; Genzel, R.; Eckart, A.; Mouawad, N.; Alexander, T. (2003), Stellar Dynamics in the Central Arcsecond of Our Galaxy, Astrophysical Journal, 596 (2): 1015—1034, arXiv:astro-ph/0306214, Bibcode:2003ApJ...596.1015S, doi:10.1086/378122, S2CID 17719367
- Schutz, Bernard F. (1985), A first course in general relativity, Cambridge University Press, ISBN 978-0-521-27703-7
- Schutz, Bernard F. (2003), Gravity from the ground up, Cambridge University Press, Bibcode:2003ggu..book.....S, ISBN 978-0-521-45506-0
- Schwarz, John H. (2007), String Theory: Progress and Problems, Progress of Theoretical Physics Supplement, 170: 214—226, arXiv:hep-th/0702219, Bibcode:2007PThPS.170..214S, doi:10.1143/PTPS.170.214, S2CID 16762545
- Schwarzschild, Karl (1916a), Über das Gravitationsfeld eines Massenpunktes nach der Einsteinschen Theorie, Sitzungsber. Preuss. Akad. D. Wiss.: 189—196, Bibcode:1916SPAW.......189S
- Schwarzschild, Karl (1916b), Über das Gravitationsfeld einer Kugel aus inkompressibler Flüssigkeit nach der Einsteinschen Theorie, Sitzungsber. Preuss. Akad. D. Wiss.: 424—434, Bibcode:1916skpa.conf..424S
- Seidel, Edward (1998), Numerical Relativity: Towards Simulations of 3D Black Hole Coalescence, у Narlikar, J. V.; Dadhich, N. (ред.), Gravitation and Relativity: At the turn of the millennium (Proceedings of the GR-15 Conference, held at IUCAA, Pune, India, December 16–21, 1997), IUCAA, с. 6088, arXiv:gr-qc/9806088, Bibcode:1998gr.qc.....6088S, ISBN 978-81-900378-3-9
- Seljak, Uros̆; Zaldarriaga, Matias (1997), Signature of Gravity Waves in the Polarization of the Microwave Background, Phys. Rev. Lett., 78 (11): 2054—2057, arXiv:astro-ph/9609169, Bibcode:1997PhRvL..78.2054S, doi:10.1103/PhysRevLett.78.2054, S2CID 30795875
- Shapiro, S. S.; Davis, J. L.; Lebach, D. E.; Gregory, J. S. (2004), Measurement of the solar gravitational deflection of radio waves using geodetic very-long-baseline interferometry data, 1979–1999, Phys. Rev. Lett., 92 (12): 121101, Bibcode:2004PhRvL..92l1101S, doi:10.1103/PhysRevLett.92.121101, PMID 15089661
- Shapiro, Irwin I. (1964), Fourth test of general relativity, Phys. Rev. Lett., 13 (26): 789—791, Bibcode:1964PhRvL..13..789S, doi:10.1103/PhysRevLett.13.789
- Singh, Simon (2004), Big Bang: The Origin of the Universe, Fourth Estate, Bibcode:2004biba.book.....S, ISBN 978-0-00-715251-3
- Sorkin, Rafael D. (2005), Causal Sets: Discrete Gravity, у Gomberoff, Andres; Marolf, Donald (ред.), Lectures on Quantum Gravity, Springer, с. 9009, arXiv:gr-qc/0309009, Bibcode:2003gr.qc.....9009S, ISBN 978-0-387-23995-8
- Sorkin, Rafael D. (1997), Forks in the Road, on the Way to Quantum Gravity, Int. J. Theor. Phys., 36 (12): 2759—2781, arXiv:gr-qc/9706002, Bibcode:1997IJTP...36.2759S, doi:10.1007/BF02435709, S2CID 4803804
- Spergel, D. N.; Verde, L.; Peiris, H. V.; Komatsu, E.; Nolta, M. R.; Bennett, C. L.; Halpern, M.; Hinshaw, G. та ін. (2003), First Year Wilkinson Microwave Anisotropy Probe (WMAP) Observations: Determination of Cosmological Parameters, Astrophys. J. Suppl. Ser., 148 (1): 175—194, arXiv:astro-ph/0302209, Bibcode:2003ApJS..148..175S, doi:10.1086/377226, S2CID 10794058
- Spergel, D. N.; Bean, R.; Doré, O.; Nolta, M. R.; Bennett, C. L.; Dunkley, J.; Hinshaw, G.; Jarosik, N. та ін. (2007), Wilkinson Microwave Anisotropy Probe (WMAP) Three Year Results: Implications for Cosmology, Astrophysical Journal Supplement, 170 (2): 377—408, arXiv:astro-ph/0603449, Bibcode:2007ApJS..170..377S, doi:10.1086/513700, S2CID 1386346
- Springel, Volker; White, Simon D. M.; Jenkins, Adrian; Frenk, Carlos S.; Yoshida, Naoki; Gao, Liang; Navarro, Julio; Thacker, Robert та ін. (2005), Simulations of the formation, evolution and clustering of galaxies and quasars, Nature, 435 (7042): 629—636, arXiv:astro-ph/0504097, Bibcode:2005Natur.435..629S, doi:10.1038/nature03597, PMID 15931216, S2CID 4383030
- Stairs, Ingrid H. (2003), Testing General Relativity with Pulsar Timing, Living Reviews in Relativity, 6 (1) 5, arXiv:astro-ph/0307536, Bibcode:2003LRR.....6....5S, doi:10.12942/lrr-2003-5, PMC 5253800, PMID 28163640
- Stephani, H.; Kramer, D.; MacCallum, M.; Hoenselaers, C.; Herlt, E. (2003), Exact Solutions of Einstein's Field Equations (вид. 2), Cambridge University Press, ISBN 978-0-521-46136-8
- Synge, J. L. (1972), Relativity: The Special Theory, North-Holland Publishing Company, ISBN 978-0-7204-0064-9
- Szabados, László B. (2004), Quasi-Local Energy–Momentum and Angular Momentum in GR, Living Reviews in Relativity, 7 (1): 4, Bibcode:2004LRR.....7....4S, doi:10.12942/lrr-2004-4, PMC 5255888, PMID 28179865
- Taylor, Joseph H. (1994), Binary pulsars and relativistic gravity, Rev. Mod. Phys., 66 (3): 711—719, Bibcode:1994RvMP...66..711T, doi:10.1103/RevModPhys.66.711, S2CID 120534048
- Thiemann, Thomas (2007), Loop Quantum Gravity: An Inside View, Approaches to Fundamental Physics, Lecture Notes in Physics, т. 721, с. 185—263, arXiv:hep-th/0608210, Bibcode:2007LNP...721..185T, doi:10.1007/978-3-540-71117-9_10, ISBN 978-3-540-71115-5, S2CID 119572847
- Thiemann, Thomas (2003). Lectures on Loop Quantum Gravity. У Domenico J.W. Giulini; Claus Kiefer; Claus Lämmerzahl (ред.). Quantum Gravity: From Theory to Experimental Search. Lecture Notes in Physics. Т. 631. с. 41—135. arXiv:gr-qc/0210094. Bibcode:2003LNP...631...41T. doi:10.1007/978-3-540-45230-0_3. ISBN 978-3-540-40810-9. S2CID 119151491.
- 't Hooft, Gerard; Veltman, Martinus (1974), One Loop Divergencies in the Theory of Gravitation, Annales de l'Institut Henri Poincaré A, 20 (1): 69, Bibcode:1974AIHPA..20...69T
- Thorne, Kip S. (1972), Nonspherical Gravitational Collapse—A Short Review, у Klauder, J. (ред.), Magic without Magic, W. H. Freeman, с. 231—258
- Thorne, Kip S. (1994), Black Holes and Time Warps: Einstein's Outrageous Legacy, W W Norton & Company, ISBN 978-0-393-31276-8
- Thorne, Kip S. (1995), Gravitational radiation, Particle and Nuclear Astrophysics and Cosmology in the Next Millennium: 160, arXiv:gr-qc/9506086, Bibcode:1995pnac.conf..160T, ISBN 978-0-521-36853-7
- Thorne, Kip (2003). Warping spacetime. У G.W. Gibbons; E.P.S. Shellard; S.J. Rankin (ред.). The future of theoretical physics and cosmology: celebrating Stephen Hawking's 60th birthday. Cambridge University Press. ISBN 978-0-521-82081-3.
- Townsend, Paul K. (1997). Black Holes (Lecture notes). arXiv:gr-qc/9707012.
- Townsend, Paul K. (1996). Four Lectures on M-Theory. High Energy Physics and Cosmology. 13: 385. arXiv:hep-th/9612121. Bibcode:1997hepcbconf..385T.
- Traschen, Jennie (2000), Bytsenko, A.; Williams, F. (ред.), An Introduction to Black Hole Evaporation, Mathematical Methods of Physics (Proceedings of the 1999 Londrina Winter School), World Scientific: 180, arXiv:gr-qc/0010055, Bibcode:2000mmp..conf..180T
- Trautman, Andrzej (2006), Einstein–Cartan theory, у Françoise, J.-P.; Naber, G. L.; Tsou, S. T. (ред.), Encyclopedia of Mathematical Physics, Vol. 2, Elsevier, с. 189—195, arXiv:gr-qc/0606062, Bibcode:2006gr.qc.....6062T
- Unruh, W. G. (1976), Notes on Black Hole Evaporation, Phys. Rev. D, 14 (4): 870—892, Bibcode:1976PhRvD..14..870U, doi:10.1103/PhysRevD.14.870
- Veltman, Martinus (1975), Quantum Theory of Gravitation, у Balian, Roger; Zinn-Justin, Jean (ред.), Methods in Field Theory – Les Houches Summer School in Theoretical Physics., т. 77, North Holland
- Wald, Robert M. (1975), On Particle Creation by Black Holes, Commun. Math. Phys., 45 (3): 9—34, Bibcode:1975CMaPh..45....9W, doi:10.1007/BF01609863, S2CID 120950657
- Wald, Robert M. (1984), General Relativity, University of Chicago Press, ISBN 978-0-226-87033-5
- Wald, Robert M. (1994), Quantum field theory in curved spacetime and black hole thermodynamics, University of Chicago Press, Bibcode:1994qftc.book.....W, ISBN 978-0-226-87027-4
- Wald, Robert M. (2001), The Thermodynamics of Black Holes, Living Reviews in Relativity, 4 (1) 6, arXiv:gr-qc/9912119, Bibcode:2001LRR.....4....6W, doi:10.12942/lrr-2001-6, PMC 5253844, PMID 28163633
- Walsh, D.; Carswell, R. F.; Weymann, R. J. (1979), 0957 + 561 A, B: twin quasistellar objects or gravitational lens?, Nature, 279 (5712): 381—4, Bibcode:1979Natur.279..381W, doi:10.1038/279381a0, PMID 16068158, S2CID 2142707
- Wambsganss, Joachim (1998), Gravitational Lensing in Astronomy, Living Reviews in Relativity, 1 (1) 12, arXiv:astro-ph/9812021, Bibcode:1998LRR.....1...12W, doi:10.12942/lrr-1998-12, PMC 5567250, PMID 28937183
- Weinberg, Steven (1972), Gravitation and Cosmology: Principles and Applications of the General Theory of Relativity, John Wiley, Bibcode:1972gcpa.book.....W, ISBN 978-0-471-92567-5
- Weinberg, Steven (1995), The Quantum Theory of Fields I: Foundations, Cambridge University Press, ISBN 978-0-521-55001-7
- Weinberg, Steven (1996), The Quantum Theory of Fields II: Modern Applications, Cambridge University Press, ISBN 978-0-521-55002-4
- Weinberg, Steven (2000), The Quantum Theory of Fields III: Supersymmetry, Cambridge University Press, ISBN 978-0-521-66000-6
- Weisberg, Joel M.; Taylor, Joseph H. (2003), The Relativistic Binary Pulsar B1913+16", у Bailes, M.; Nice, D. J.; Thorsett, S. E. (ред.), Proceedings of "Radio Pulsars," Chania, Crete, August, 2002, ASP Conference Series
- Weiss, Achim (2006), Elements of the past: Big Bang Nucleosynthesis and observation, Einstein Online, Max Planck Institute for Gravitational Physics, архів оригіналу за 8 лютого 2007, процитовано 24 лютого 2007
- Wheeler, John A. (1990), A Journey Into Gravity and Spacetime, Scientific American Library, San Francisco: W. H. Freeman, ISBN 978-0-7167-6034-4
- Will, Clifford M. (1993), Theory and experiment in gravitational physics, Cambridge University Press, ISBN 978-0-521-43973-2
- Will, Clifford M. (2006), The Confrontation between General Relativity and Experiment, Living Reviews in Relativity, 9 (1) 3, arXiv:gr-qc/0510072, Bibcode:2006LRR.....9....3W, doi:10.12942/lrr-2006-3, PMC 5256066, PMID 28179873
- Zwiebach, Barton (2004), A First Course in String Theory, Cambridge University Press, Bibcode:2004fcst.book.....Z, ISBN 978-0-521-83143-7

## Виноски
1. ↑  Ейнштейн А. Erklärung der Perihelbewegung des Merkur aus der allgemeinen Relativitätstheorie
2. ↑  Einstein A. The gravitational field equations, Die Feldgleichungen der Gravitation // Sitzungsberichte der Königlich-Preussischen Akademie der Wissenschaften — B: Druckerei der Königlichen Akademie der Wissenschaften, 1915. — ISSN 3057-238X
3. ↑  АЙНШТАЙН Альберт | Енциклопедія «Наукове товариство імені Шевченка». encyclopedia.com.ua. Процитовано 6 травня 2024.
4. ↑  В.Г. Козирський, В.А. Шендеровський (06.05.2024). ДО ІСТОРІЇ ТЕОРЕТИЧНИХ ДОСЛІДЖЕНЬ В ІНСТИТУТІ ФІЗИКИ НАН УКРАЇНИ (PDF).
5. ↑  Poincaré, 1905
6. ↑  O'Connor, J.J.; Robertson, E.F. (May 1996). General relativity. History Topics: Mathematical Physics Index, Шотландія: School of Mathematics and Statistics, Сент-Ендрюський університет, архів оригіналу за 4 лютого 2015, процитовано 4 лютого 2015
7. ↑  Pais, 1982, ch. 9 to 15, Janssen, 2005; an up-to-date collection of current research, including reprints of many of the original articles, is Renn, 2007; an accessible overview can be found in Renn, 2005, с. 110ff. Einstein's original papers are found in Digital Einstein, volumes 4 and 6. An early key article is Einstein, 1907, cf. Pais, 1982, ch. 9. The publication featuring the field equations is Einstein, 1915, cf. Pais, 1982, ch. 11–15
8. ↑  Moshe Carmeli (2008).Relativity: Modern Large-Scale Structures of the Cosmos. pp. 92, 93.World Scientific Publishing
9. ↑  Grossmann for the mathematical part and Einstein for the physical part (1913). Entwurf einer verallgemeinerten Relativitätstheorie und einer Theorie der Gravitation (Outline of a Generalized Theory of Relativity and of a Theory of Gravitation), Zeitschrift für Mathematik und Physik, 62, 225–261. English translate
10. ↑  Schwarzschild, 1916a, Schwarzschild, 1916b and Reissner, 1916 (later complemented in Nordström, 1918)
11. ↑  Einstein, 1917, cf. Pais, 1982, ch. 15e
12. ↑  Hubble's original article is Hubble, 1929; an accessible overview is given in Singh, 2004, ch. 2–4
13. ↑  As reported in Gamow, 1970. Einstein's condemnation would prove to be premature, cf. section #Cosmology § Зауваження, below
14. ↑  Pais, 1982, с. 253—254
15. ↑  Kennefick, 2005, Kennefick, 2007
16. ↑  Pais, 1982, ch. 16
17. ↑  Thorne, 2003, с. 74
18. ↑  Israel, 1987, ch. 7.8–7.10, Thorne, 1994, ch. 3–9
19. ↑  Див. розділи #Орбітальні ефекти та відносність напрямку § Зауваження, #Гравітаційне уповільнення часу та зсув частоти § Зауваження і #Відхилення світла та гравітаційна затримка часу § Зауваження, а також наведені там джерела
20. ↑  Див. розділ #Космологія § Зауваження і наведені там джерела; історичний розвиток описаний у Overbye, 1999
21. ↑  Landau та Lifshitz, 1975, p. 228 "... the general theory of relativity ... was established by Einstein, and represents probably the most beautiful of all existing physical theories."
22. ↑  Wald, 1984, p. 3
23. ↑  Rovelli, 2015, pp. 1–6 "General relativity is not just an extraordinarily beautiful physical theory providing the best description of the gravitational interaction we have so far. It is more."
24. ↑  Chandrasekhar, 1984, p. 6
25. ↑  Engler, 2002
26. ↑  Albert Einstein (2011). Relativity – The Special and General Theory. Read Books Ltd. с. 4. ISBN 978-1-4474-9358-7. Extract of page 4
27. ↑  Einstein, Albert (1922). Ether and the Theory of Relativity. republished in Sidelights on Relativity (Dover, NY, 1922).
28. ↑  Rindler, 2001, с. 24–26 vs. pp. 236–237 та Ohanian та Ruffini, 1994, с. 164—172. Ейнштайн вивів ці ефекти, використовуючи принцип еквівалентності, ще у 1907 році; порівн. Einstein, 1907 та опис у Pais, 1982, с. 196—198
29. ↑  Rindler, 2001, с. 24—26; Misner, Thorne та Wheeler, 1973, § 38.5
30. ↑  Експеримент Паунда — Ребки, див. Pound та Rebka, 1959, Pound та Rebka, 1960; Pound та Snider, 1964; перелік інших експериментів наведено в Ohanian та Ruffini, 1994, table 4.1 on p. 186
31. ↑  Greenstein, Oke та Shipman, 1971; найновіші та найточніші вимірювання для Sirius B опубліковано в Barstow, Bond et al., 2005.
32. ↑  Починаючи з експерименту Гафеле — Кітінга, Hafele та Keating, 1972a і Hafele та Keating, 1972b, та завершуючи експериментом Gravity Probe A; огляд експериментів подано в Ohanian та Ruffini, 1994, table 4.1 on p. 186
33. ↑  GPS постійно перевіряється шляхом порівняння атомних годинників на Землі та на борту супутників; опис релятивістських ефектів див. у Ashby, 2002 та Ashby, 2003
34. ↑  Stairs, 2003 та Kramer, 2004
35. ↑  Загальні огляди наведено в розділі 2.1. Will 2006; Will 2003, с. 32–36; Ohanian та Ruffini, 1994, sec. 4.2
36. ↑  Ohanian та Ruffini, 1994, с. 164—172
37. ↑  Cf. Kennefick, 2005 for the classic early measurements by Arthur Eddington's expeditions. For an overview of more recent measurements, see Ohanian та Ruffini, 1994, ch. 4.3. For the most precise direct modern observations using quasars, cf. Shapiro та ін., 2004
38. ↑  This is not an independent axiom; it can be derived from Ейнштейн's equations and the Maxwell Лагранжіан using a WKB апроксимацію, cf. Ehlers, 1973, sec. 5
39. ↑  Blanchet, 2006, sec. 1.3
40. ↑  Rindler, 2001, sec. 1.16; for the historical examples, Israel, 1987, с. 202—204; in fact, Ейнштейн published one such derivation as Einstein, 1907. Such calculations tacitly assume that the geometry of space is евклідовою, cf. Ehlers та Rindler, 1997
41. ↑  From the standpoint of Ейнштейн's theory, these derivations take into account the effect of gravity on time, but not its consequences for the warping of space, cf. Rindler, 2001, sec. 11.11
42. ↑  For the Sun's gravitational field using radar signals reflected from planets such as Венера and Меркурій, cf. Shapiro, 1964, Weinberg, 1972, ch. 8, sec. 7; for signals actively sent back by space probes (транспондерні вимірювання), cf. Bertotti, Iess та Tortora, 2003; for an overview, see Ohanian та Ruffini, 1994, table 4.4 on p. 200; for more recent measurements using signals received from a пульсара that is part of a binary system, the gravitational field causing the time delay being that of the other pulsar, cf. Stairs, 2003, sec. 4.4
43. ↑  Will, 1993, sec. 7.1 and 7.2
44. ↑  Einstein, A (22 червня 1916). Näherungsweise Integration der Feldgleichungen der Gravitation. Sitzungsberichte der Königlich Preussischen Akademie der Wissenschaften Berlin (part 1): 688—696. Bibcode:1916SPAW.......688E. Архів оригіналу за 21 березня 2019. Процитовано 12 лютого 2016.
45. ↑  Einstein, A (31 січня 1918). Über Gravitationswellen. Sitzungsberichte der Königlich Preussischen Akademie der Wissenschaften Berlin (part 1): 154—167. Bibcode:1918SPAW.......154E. Архів оригіналу за 21 березня 2019. Процитовано 12 лютого 2016.
46. 1 2  Castelvecchi, Davide; Witze, Witze (11 лютого 2016). Einstein's gravitational waves found at last. Nature News. doi:10.1038/nature.2016.19361. S2CID 182916902. Процитовано 11 лютого 2016.
47. 1 2  B. P. Abbott (2016). Observation of Gravitational Waves from a Binary Black Hole Merger. Physical Review Letters. 116 (6) 061102. arXiv:1602.03837. Bibcode:2016PhRvL.116f1102A. doi:10.1103/PhysRevLett.116.061102. PMID 26918975. S2CID 124959784. {{cite journal}}: Проігноровано невідомий параметр |collaboration= (довідка)
48. 1 2 3  Gravitational waves detected 100 years after Einstein's prediction. NSF – National Science Foundation. 11 лютого 2016. Архів оригіналу за 19 червня 2020. Процитовано 6 квітня 2018.
49. ↑  Most advanced textbooks on general relativity contain a description of these properties, e.g. Schutz, 1985, ch. 9
50. ↑  For example Jaranowski та Królak, 2005
51. ↑  Rindler, 2001, ch. 13
52. ↑  Gowdy, 1971, Gowdy, 1974
53. ↑  See Lehner, 2002 for a brief introduction to the methods of numerical relativity, and Seidel, 1998 for the connection with gravitational wave astronomy
54. ↑  Schutz, 2003, с. 48—49, Pais, 1982, с. 253—254
55. ↑  Rindler, 2001, sec. 11.9
56. ↑  Will, 1993, с. 177—181
57. ↑  In consequence, in the parameterized post-Newtonian formalism (PPN), measurements of this effect determine a linear combination of the terms β and γ, cf. Will, 2006, sec. 3.5 and Will, 1993, sec. 7.3
58. ↑  The most precise measurements are VLBI measurements of planetary positions; see Will, 1993, ch. 5, Will, 2006, sec. 3.5, Anderson та ін., 1992; for an overview, Ohanian та Ruffini, 1994, с. 406—407
59. ↑  Kramer та ін., 2006
60. ↑  Dediu, Magdalena та Martín-Vide, 2015, с. 141
61. 1 2  Kramer, M.; Stairs, I. H.; Manchester, R. N.; Wex, N.; Deller, A. T.; Coles, W. A.; Ali, M.; Burgay, M.; Camilo, F.; Cognard, I.; Damour, T. (13 грудня 2021). Strong-Field Gravity Tests with the Double Pulsar. Physical Review X (англ.). 11 (4): 041050. arXiv:2112.06795. Bibcode:2021PhRvX..11d1050K. doi:10.1103/PhysRevX.11.041050. ISSN 2160-3308. S2CID 245124502.
62. ↑  Stairs, 2003, Schutz, 2003, с. 317—321, Bartusiak, 2000, с. 70—86
63. ↑  Weisberg та Taylor, 2003; про відкриття пульсара див. Hulse та Taylor, 1975; про початкові докази гравітаційного випромінювання див. Taylor, 1994
64. ↑  Kramer, 2004
65. ↑  Penrose, 2004, § 14.5, Misner, Thorne та Wheeler, 1973, § 11.4
66. ↑  Weinberg, 1972, sec. 9.6, Ohanian та Ruffini, 1994, sec. 7.8
67. ↑  Bertotti, Ciufolini та Bender, 1987, Nordtvedt, 2003
68. ↑  Kahn, 2007
69. ↑  Опис місії наведено в Everitt та ін., 2001; перші підсумки після польоту — у Everitt, Parkinson та Kahn, 2007; подальші оновлення доступні на сайті місії Kahn, 1996–2012.
70. ↑  Townsend, 1997, sec. 4.2.1, Ohanian та Ruffini, 1994, с. 469—471
71. ↑  Ohanian та Ruffini, 1994, sec. 4.7, Weinberg, 1972, sec. 9.7; для новішого огляду див. Schäfer, 2004
72. ↑  Ciufolini та Pavlis, 2004, Ciufolini, Pavlis та Peron, 2006, Iorio, 2009
73. ↑  Iorio, 2006, Iorio, 2010
74. ↑  For overviews of gravitational lensing and its applications, see Ehlers, Falco та Schneider, 1992 and Wambsganss, 1998
75. ↑  For a simple derivation, see Schutz, 2003, ch. 23; cf. Narayan та Bartelmann, 1997, sec. 3
76. ↑  Walsh, Carswell та Weymann, 1979
77. ↑  Images of all the known lenses can be found on the pages of the CASTLES project, Kochanek та ін., 2007
78. ↑  Roulet та Mollerach, 1997
79. ↑  Narayan та Bartelmann, 1997, sec. 3.7
80. ↑  Barish, 2005, Bartusiak, 2000, Blair та McNamara, 1997
81. ↑  Hough та Rowan, 2000
82. ↑  Hobbs, George; Archibald, A.; Arzoumanian, Z.; Backer, D.; Bailes, M.; Bhat, N. D. R.; Burgay, M.; Burke-Spolaor, S. та ін. (2010), The international pulsar timing array project: using pulsars as a gravitational wave detector, Classical and Quantum Gravity, 27 (8): 084013, arXiv:0911.5206, Bibcode:2010CQGra..27h4013H, doi:10.1088/0264-9381/27/8/084013, S2CID 56073764
83. ↑  Danzmann та Rüdiger, 2003
84. ↑  LISA pathfinder overview. ESA. Процитовано 23 квітня 2012.
85. ↑  Thorne, 1995
86. ↑  Cutler та Thorne, 2002
87. ↑  Miller, 2002, lectures 19 and 21
88. ↑  Celotti, Miller та Sciama, 1999, sec. 3
89. ↑  Springel та ін., 2005 та стислий огляд у Gnedin, 2005
90. ↑  Blandford, 1987, sec. 8.2.4
91. ↑  Про основний механізм див. Carroll та Ostlie, 1996, sec. 17.2; докладніше про різновиди таких об'єктів — Robson, 1996
92. ↑  Огляд див. Begelman, Blandford та Rees, 1984. Для віддаленого спостерігача деякі з цих джетів навіть можуть здаватися такими, що рухаються швидше за світло; це, однак, є оптичною ілюзією, яка не суперечить принципам відносності, див. Rees, 1966
93. ↑  Щодо кінцевих стадій життя зір див. Oppenheimer та Snyder, 1939, або для сучасніших чисельних моделей — Font, 2003, sec. 4.1; у випадку наднових ще лишається багато відкритих питань, див. Buras та ін., 2003; для моделювання акреції та утворення джетів — Font, 2003, sec. 4.2. Також вважається, що релятивістське гравітаційне лінзування впливає на сигнали від рентгенівських пульсарів, див. Kraus, 1998
94. ↑  Докази включають обмеження на компактність за спостереженнями акреційних явищ («Світність Еддінгтона»), див. Celotti, Miller та Sciama, 1999, спостереження динаміки зір у центрі Чумацького Шляху, див. Schödel та ін., 2003, а також вказівки на те, що принаймні деякі з цих компактних об'єктів не мають твердої поверхні, що випливає з аналізу рентгенівських спалахів, для яких центральним об'єктом є або нейтронна зоря, або чорна діра; огляд у Remillard та ін., 2006, Narayan, 2006, sec. 5. Спостереження «тіні» горизонту подій центральної чорної діри Чумацького Шляху є одним із пріоритетів, див. Falcke, Melia та Agol, 2000
95. ↑  Dalal та ін., 2006
96. ↑  Barack та Cutler, 2004
97. ↑  Einstein, 1917; cf. Pais, 1982, с. 285—288
98. ↑  Carroll, 2001, ch. 2
99. ↑  Bergström та Goobar, 2003, ch. 9–11; застосування цих моделей обґрунтовується тим, що на масштабах понад сотні мільйонів світлових років Всесвіт справді виглядає ізотропним та однорідним, cf. Peebles та ін., 1991
100. ↑  Наприклад, за даними WMAP, see Spergel та ін., 2003
101. ↑  Такі перевірки включають окремі спостереження, описані далі; див., напр., fig. 2 у Bridle та ін., 2003
102. ↑  Peebles, 1966; for a recent account of predictions, see Coc, Vangioni‐Flam et al., 2004; an accessible account can be found in Weiss, 2006; compare with the observations in Olive та Skillman, 2004, Bania, Rood та Balser, 2002, O'Meara та ін., 2001, and Charbonnel та Primas, 2005
103. ↑  Lahav та Suto, 2004, Bertschinger, 1998, Springel та ін., 2005
104. ↑  Alpher та Herman, 1948, for a pedagogical introduction, see Bergström та Goobar, 2003, ch. 11; for the initial detection, see Penzias та Wilson, 1965 and, for precision measurements by satellite observatories, Mather та ін., 1994 (COBE) and Bennett та ін., 2003 (WMAP). Future measurements could also reveal evidence about gravitational waves in the early universe; this additional information is contained in the background radiation's поляризації, cf. Kamionkowski, Kosowsky та Stebbins, 1997 and Seljak та Zaldarriaga, 1997
105. ↑  Evidence for this comes from the determination of cosmological parameters and additional observations involving the dynamics of galaxies and galaxy clusters cf. Peebles, 1993, ch. 18, evidence from gravitational lensing, cf. Peacock, 1999, sec. 4.6, and simulations of large-scale structure formation, see Springel та ін., 2005
106. ↑  Peacock, 1999, ch. 12, Peskin, 2007; in particular, observations indicate that all but a negligible portion of that matter is not in the form of the usual елементарних частинок («небаріонна матерія»), cf. Peacock, 1999, ch. 12
107. ↑  Namely, some physicists have questioned whether or not the evidence for dark matter is, in fact, evidence for deviations from the Einsteinian (and the Newtonian) description of gravity cf. the overview in Mannheim, 2006, sec. 9
108. ↑  Carroll, 2001; an accessible overview is given in Caldwell, 2004. Here, too, scientists have argued that the evidence indicates not a new form of energy, but the need for modifications in our cosmological models, cf. Mannheim, 2006, sec. 10; aforementioned modifications need not be modifications of general relativity, they could, for example, be modifications in the way we treat the inhomogeneities in the universe, cf. Buchert, 2008
109. ↑  Добре вступне пояснення подано у Linde, 2005; для новішого огляду див. Linde, 2006
110. ↑  Точніше, йдеться про проблему пласкості, проблему горизонту та проблему монополів; педагогічний вступ наведено у Narlikar, 1993, sec. 6.4, див. також Börner, 1993, sec. 9.1
111. ↑  Spergel та ін., 2007, sec. 5,6
112. ↑  Зокрема, функція потенціалу, що визначає динаміку інфлатона, наразі просто постулюється, але не виводиться з фундаментальної фізичної теорії
113. ↑  Brandenberger, 2008, sec. 2
114. ↑  Gödel, 1949
115. ↑  Finazzi, Stefano; Liberati, Stefano; Barceló, Carlos (15 червня 2009). Semiclassical instability of dynamical warp drives. Physical Review D (амер.). 79 (12): 124017. arXiv:0904.0141. Bibcode:2009PhRvD..79l4017F. doi:10.1103/PhysRevD.79.124017. S2CID 59575856.
116. ↑  Bondi, H.; Van der Burg, M.G.J.; Metzner, A. (1962). Gravitational waves in general relativity: VII. Waves from axisymmetric isolated systems. Proceedings of the Royal Society of London. Series A. Mathematical and Physical Sciences. 269 (1336): 21—52. Bibcode:1962RSPSA.269...21B. doi:10.1098/rspa.1962.0161. S2CID 120125096.
117. ↑  Sachs, R. (1962). Asymptotic symmetries in gravitational theory. Physical Review. 128 (6): 2851—2864. Bibcode:1962PhRv..128.2851S. doi:10.1103/PhysRev.128.2851.
118. ↑  Strominger, Andrew (2017). Lectures on the Infrared Structure of Gravity and Gauge Theory. arXiv:1703.05448 [hep-th]. ...redacted transcript of a course given by the author at Harvard in spring semester 2016. It contains a pedagogical overview of recent developments connecting the subjects of soft theorems, the memory effect and asymptotic symmetries in four-dimensional QED, nonabelian gauge theory and gravity with applications to black holes. To be published Princeton University Press, 158 pages.
119. ↑  Frauendiener, 2004, Wald, 1984, sec. 11.1, Hawking та Ellis, 1973, sec. 6.8, 6.9
120. ↑  Wald, 1984, sec. 9.2–9.4 and Hawking та Ellis, 1973, ch. 6
121. ↑  Thorne, 1972; for more recent numerical studies, see Berger, 2002, sec. 2.1
122. ↑  Israel, 1987. A more exact mathematical description distinguishes several kinds of horizon, notably event horizons and очевидні горизонти cf. Hawking та Ellis, 1973, с. 312—320 or Wald, 1984, sec. 12.2; there are also more intuitive definitions for isolated systems that do not require knowledge of spacetime properties at infinity, cf. Ashtekar та Krishnan, 2004
123. ↑  For first steps, cf. Israel, 1971; see Hawking та Ellis, 1973, sec. 9.3 or Heusler, 1996, ch. 9 and 10 for a derivation, and Heusler, 1998 as well as Beig та Chruściel, 2006 as overviews of more recent results
124. ↑  The laws of black hole mechanics were first described in Bardeen, Carter та Hawking, 1973; a more pedagogical presentation can be found in Carter, 1979; for a more recent review, see Wald, 2001, ch. 2. A thorough, book-length introduction including an introduction to the necessary mathematics Poisson, 2004. For the Penrose process, see Penrose, 1969
125. ↑  Bekenstein, 1973, Bekenstein, 1974
126. ↑  The fact that black holes radiate, quantum mechanically, was first derived in Hawking, 1975; a more thorough derivation can be found in Wald, 1975. A review is given in Wald, 2001, ch. 3
127. ↑  Narlikar, 1993, sec. 4.4.4, 4.4.5
128. ↑  Horizons: cf. Rindler, 2001, sec. 12.4. Unruh effect: Unruh, 1976, cf. Wald, 2001, ch. 3
129. ↑  Hawking та Ellis, 1973, sec. 8.1, Wald, 1984, sec. 9.1
130. ↑  Townsend, 1997, ch. 2; докладніше про цей розв’язок див. Chandrasekhar, 1983, ch. 3
131. ↑  Townsend, 1997, ch. 4; детальніший розгляд див. Chandrasekhar, 1983, ch. 6
132. ↑  Ellis та Van Elst, 1999; докладніше про саму сингулярність див. Börner, 1993, sec. 1.2
133. ↑  Тут варто нагадати відомий факт, що важливі «квазіоптичні» сингулярності так званих ейкональних наближень багатьох хвильових рівнянь, а саме «каустики», згладжуються до скінченних піків за межами цього наближення.
134. ↑  А саме, коли утворюються захоплені нульові поверхні, див. Penrose, 1965
135. ↑  Hawking, 1966
136. ↑  Гіпотеза вперше сформульована у Belinskii, Khalatnikov та Lifschitz, 1971; сучасний огляд див. Berger, 2002. Доступний виклад подано у Garfinkle, 2007
137. ↑  Обмеження лише майбутніми сингулярностями природно виключає початкові, як-от сингулярність Великого вибуху, яка, у принципі, може бути видимою для спостерігачів на пізніших етапах розвитку Всесвіту. Гіпотеза космічної цензури вперше сформульована у Penrose, 1969; виклад на рівні підручника див. Wald, 1984, с. 302—305. Для чисельних результатів див. огляд Berger, 2002, sec. 2.1
138. ↑  Hawking та Ellis, 1973, sec. 7.1
139. ↑  Arnowitt, Deser та Misner, 1962; для навчального викладу див. Misner, Thorne та Wheeler, 1973, § 21.4–§ 21.7
140. ↑  Fourès-Bruhat, 1952 and Bruhat, 1962; для навчального викладу див. Wald, 1984, ch. 10; огляд в онлайн-форматі наведено у Reula, 1998
141. ↑  Gourgoulhon, 2007; огляд основ чисельної відносності, включно з проблемами, що виникають через особливості рівнянь Ейнштейна, див. у Lehner, 2001
142. ↑  Misner, Thorne та Wheeler, 1973, § 20.4
143. ↑  Arnowitt, Deser та Misner, 1962
144. ↑  Komar, 1959; для навчального викладу див. Wald, 1984, sec. 11.2; хоча вона визначається зовсім іншим способом, можна показати, що для стаціонарних просторів-часів вона еквівалентна масі ADM, порівн. Ashtekar та Magnon-Ashtekar, 1979
145. ↑  Для навчального викладу див. Wald, 1984, sec. 11.2
146. ↑  Wald, 1984, с. 295 and refs therein; це важливо для питань стабільності — якби існували стани з від’ємною масою, то плаский порожній простір Мінковського з нульовою масою міг би еволюціонувати в такі стани
147. ↑  Townsend, 1997, ch. 5
148. ↑  До таких квазіглобальних визначень маси-енергії належать Енергія Гокінга, Енергія Героха та квазіглобальна енергія-імпульс Пенроуза, побудована на основі методів твісторної теорії; див. оглядову статтю Szabados, 2004
149. ↑  Maddox, 1998, с. 52—59, 98—122; Penrose, 2004, sec. 34.1, ch. 30
150. ↑  section Квантова гравітація, вище
151. ↑  Friedrich, 2005
152. ↑  Для огляду різних проблем та методів, які розробляються для їх подолання, див. Lehner, 2002
153. ↑  See Bartusiak, 2000 for an account up to that year; up-to-date news can be found on the websites of major detector collaborations such as GEO600 and LIGO
154. ↑  For the most recent papers on gravitational wave polarizations of inspiralling compact binaries, see Blanchet та ін., 2008, and Arun та ін., 2008; for a review of work on compact binaries, see Blanchet, 2006 and Futamase та Itoh, 2006; for a general review of experimental tests of general relativity, see Will, 2006
155. ↑  See, e.g., the Living Reviews in Relativity journal.